# MKB-10 poglavlje XX: Vanjski uzroci pobola i smrtnosti

## (V01-Y98) - Vanjski uzroci pobola i smrtnosti

### (V01-V99) - Ozljede u prometu

#### (V01-V09) - Ozljede pješaka
- V01 Pješak ozlijeđen u sudaru s vozilom na pedale
  - V01.0 Pješak ozlijeđen u sudaru s vozilom na pedale

- V02 Pješak ozlijeđen u sudaru s motornim vozilom na dva ili tri kotača
  - V02.0 Pješak ozlijeđen u sudaru s motornim vozilom na dva ili tri kotača

- V03 Pješak ozlijeđen u sudaru s automobilom, kamionetom ili dostavnim vozilom
  - V03.0 Pješak ozlijeđen u sudaru s automobilom, kamionetom ili dostavnim vozilom

- V04 Pješak ozlijeđen u sudaru s teškim prijevoznim vozilom ili autobusom
  - V04.0 Pješak ozlijeđen u sudaru s teškim prijevoznim vozilom ili autobusom

- V05 Pješak ozlijeđen u sudaru s vlakom ili željezničkim vozilom
  - V05.0 Pješak ozlijeđen u sudaru s vlakom ili željezničkim vozilom

- V06 Pješak ozlijeđen u sudaru s drugim vozilom koje nije motorno
  - V06.0 Pješak ozlijeđen u sudaru s drugim vozilom koje nije motorno

- V09 Pješak ozlijeđen u drugim i nespecificiranim nezgodama pri prijevozu
  - V09.0 Pješak ozlijeđen u nezgodi izvan prometa u koju su uključena druga i nespecificirana motorna vozila
  - V09.1 Pješak ozlijeđen u nespecificiranoj nezgodi izvan prometa
  - V09.2 Pješak ozlijeđen u prometnoj nezgodi pri prijevozu u koju su uključena druga i nespecificirana motorna vozila
  - V09.3 Pješak ozlijeđen u nespecificiranoj prometnoj nezgodi
  - V09.9 Pješak ozlijeđen u nespecificiranoj nezgodi pri prijevozu

#### (V10-V19) - Ozljede biciklista
- V10 Biciklist ozlijeđen u sudaru s pješakom ili životinjom
  - V10.0 Biciklist ozlijeđen u sudaru s pješakom ili životinjom

- V11 Biciklist ozlijeđen u sudaru s drugim biciklistom
  - V11.0 Biciklist ozlijeđen u sudaru s drugim biciklistom

- V12 Biciklist ozlijeđen u sudaru s motornim vozilom na dva ili tri kotača
  - V12.0 Biciklist ozlijeđen u sudaru s motornim vozilom na dva ili tri kotača

- V13 Biciklist ozlijeđen u sudaru s automobilom, kamionetom ili dostavnim vozilom
  - V13.0 Biciklist ozlijeđen u sudaru s automobilom, kamionetom ili dostavnim vozilom

- V14 Biciklist ozlijeđen u sudaru s teškim prijevoznim vozilom ili autobusom
  - V14.0 Biciklist ozlijeđen u sudaru s teškim prijevoznim vozilom ili autobusom

- V15 Biciklist ozlijeđen u sudaru s vlakom ili željezničkim vozilom
  - V15.0 Biciklist ozlijeđen u sudaru s vlakom ili željezničkim vozilom

- V16 Biciklist ozlijeđen u sudaru s drugim vozilom koje nije motorno
  - V16.0 Biciklist ozlijeđen u sudaru s drugim vozilom koje nije motorno

- V17 Biciklist ozlijeđen u sudaru s prikvačenim ili nepokretnim objektom
  - V17.0 Biciklist ozliješen u sudaru s prikvačenim ili nepokretnim objektom

- V18 Biciklist ozlijeđen u nezgodi tijekom prijevoza bez sudara
  - V18.0 Biciklist ozlijeđen u nezgodi tijekom prijevoza bez sudara

- V19 Biciklist ozlijeđen u drugim i nespecificiranim nezgodama pri prijevozu
  - V19.0 Vozač ozlijeđen u sudaru s drugim i pobliže nespecificiranim motornim vozilom u nezgodi izvan prometa
  - V19.1 Suvozač ozlijeđen u sudaru s drugim i nespecificiranim motornim vozilom u nezgodi izvan prometa
  - V19.2 Nespecificirani biciklist ozlijeđen u sudaru s drugim i nespecificiranim motornim vozilom u nezgodi izvan prometa
  - V19.3 Biciklist (bilo koji) ozlijeđen u nespecificiranoj nezgodi, izvan prometa
  - V19.4 Vozač ozlijeđen u sudaru s drugim i nespecificiranim motornim vozilom u prometnoj nezgodi
  - V19.5 Suvozač ozlijeđen u sudaru s drugim i nespecificiranim motornim vozilom u prometnoj nezgodi
  - V19.6 Biciklist, nespecificirani, ozlijeđen u sudaru s drugim i nespecificiranim motornim vozilom u prometnoj nezgodi
  - V19.8 Biciklist (bilo koji) ozlijeđen u drugim specificiranim nezgodama tijekom prijevoza
  - V19.9 Biciklist (bilo koji) ozlijeđen u nespecificiranoj prometnoj nezgodi

#### (V20-V29) - Ozljede motociklista
- V20 Motociklist ozlijeđen u sudaru s pješakom ili životinjom
  - V20.0 Motociklist ozliješen u sudaru s pješakom ili životinjom

- V21 Motociklist ozlijeđen u sudaru s vozilom na pedale
  - V21 Motociklist ozlijeđen u sudaru s vozilom na pedale

- V22 Motociklist ozlijeđen u sudaru s motornim vozilom na dva ili tri kotača
  - V22.0 Motociklist ozlijeđen u sudaru s motornim vozilom na dva ili tri kotača

- V23 Motociklist ozlijeđen u sudaru s automobilom, kamionetom ili dostavnim vozilom
  - V23.0 Motociklist ozlijeđen u sudaru s automobilom, kamionetom ili dostavnim vozilom

- V24 Motociklist ozlijeđen u sudaru s teškim prijevoznim vozilom ili autobusom
  - V24.0 Motociklist ozliješen u sudaru s teškim prijevoznim vozilom ili autobusom

- V25 Motociklist ozlijeđen u sudaru s vlakom ili željezničkim vozilom
  - V25.0 Motociklist ozlijeđen u sudaru s vlakom ili željezničkim vozilom

- V26 Motociklist ozlijeđen u sudaru s drugim vozilom koje nije motorno
  - V26.0 Motociklist ozlijeđen u sudaru s drugim vozilom koje nije motorno

- V27 Motociklist ozlijeđen u sudaru s prikvačenim ili nepokretnim objektom
  - V27.0 Motociklist ozlijeđen u sudaru s prikvačenim ili nepokretnim objektom

- V28 Motociklist ozlijeđen u nezgodi pri prijevozu bez sudara
  - V28.0 Motociklist ozlijeđen u nezgodi pri prijevozu bez sudara

- V29 Motociklist ozlijeđen u drugim i nespecificiranim nezgodama pri prijevozu
  - V29.0 Vozač ozlijeđen u sudaru s drugim i nespecificiranim motornim vozilima u nezgodi izvan prometa
  - V29.1 Suvozač ozlijeđen u sudaru s drugim i nespecificiranim motornim vozilima u nezgodi izvan prometa
  - V29.2 Nespecificirani motociklist ozlijeđen u sudaru s drugim i nespecificiranim motornim vozilima u nezgodi izvan prometa
  - V29.3 Motociklist (bilo koji) ozlijeđen u nespecificiranoj nezgodi izvan prometa
  - V29.4 Vozač ozlijeđen u sudaru s drugim i nespecificiranim motornim vozilima u prometnoj nezgodi
  - V29.5 Suvozač ozlijeđen u sudaru s drugim i nespecificiranim motornim vozilima u prometnoj nezgodi
  - V29.6 Nespecificirani motociklist ozlijeđen u sudaru s drugim i nespecificiranim motornim vozilima u prometnoj nezgodi
  - V29.8 Motociklist (bilo koji) ozlijeđen u drugoj specificiranoj nezgodi pri prijevozu
  - V29.9 Motociklist (bilo koji) ozlijeđen u nespecificiranoj prometnoj nezgodi

#### (V30-V39) - Ozljede osoba na motornom vozilu s tri kotača
- V30 Osoba na motornom vozilu s tri kotača ozlijeđena u sudaru s pješakom ili životinjom
  - V30.0 Osoba na motornom vozilu s tri kotača ozlijeđen u sudaru s pješakom ili životinjom

- V31 Osoba na motornom vozilu s tri kotača ozlijeđena u sudaru s vozilom na pedale
  - V31.0 Osoba na motornom vozilu s tri kotača ozlijeđena u sudaru s vozilom na pedale

- V32 Osoba na motornom vozilu s tri kotača ozlijeđena u sudaru s motornim vozilom na dva ili tri kotača
  - V32.0 Osoba na motornom vozilu s tri kotača ozlijeđena u sudaru s motornim vozilom na dva ili tri kotača

- V33 Osoba na motornom vozilu s tri kotača ozlijeđena u sudaru s automobilom, kamionetom ili dostavnim vozilom
  - V33.0 Osoba na motornom vozilu s tri kotača ozlijeđena u sudaru s automobilom, kamionetom ili dostavnim vozilom

- V34 Osoba na motornom vozilu s tri kotača ozlijeđena u sudaru s teškim prijevoznim vozilom ili autobusom
  - V34.0 Osoba na motornom vozilu s tri kotača ozliješena u sudaru s teškim prijevoznim vozilom ili autobusom

- V35 Osoba na motornom vozilu s tri kotača ozlijeđena u sudaru s vlakom ili željezničkim vozilom
  - V35.0 Osoba na motronom vozilu s tri kotača ozlijeđena u sudaru s vlakom ili željezničkim vozilom

- V36 Osoba na motornom vozilu s tri kotača ozlijeđena u sudaru s drugim vozilom koje nije motorno
  - V36.0 Osoba na motornom vozilu s tri kotača ozlijeđena u sudaru s drugim vozilom koje nije motorno

- V37 Osoba na motornom vozilu s tri kotača ozlijeđena u sudaru s prikvačenim ili nepokretnim objektom
  - V37.0 Osoba na motornom vozilu s tri kotača ozlijeđena u sudaru s prikrivačenim objektom

- V38 Osoba na motornom vozilu s tri kotača ozlijeđena u nezgodi pri prijevozu bez sudara
  - V38.0 Osoba na motornom vozilu s tri kotača ozlijeđena u nezgodi pri prijevozu bez sudara

- V39 Osoba na motornom vozilu s tri kotača ozlijeđena u drugoj i nespecificiranoj nezgodi pri prijevozu
  - V39.0 Vozač ozlijeđen u sudaru s drugim i nespecificiranim motornim vozilima u nezgodi izvan prometa
  - V39.1 Putnik ozlijeđen u sudaru s drugim i nespecificiranim motornim vozilima u nezgodi izvan prometa
  - V39.2 Nespecificirana osoba na motornom vozilu s tri kotača ozlijeđena u sudaru s drugim i nespecificiranim motornim vozilom u nezgodi izvan prometa
  - V39.3 Osoba (bilo koja) na motornom vozilu s tri kotača ozlijeđena u nespecificiranoj nezgodi izvan prometa
  - V39.4 Vozač ozlijeđen u sudaru s drugim i nespecificiranim motornim vozilima u prometnoj nezgodi
  - V39.5 Putnik ozlijeđen u sudaru s drugim i nespecificiranim motornim vozilima u prometnoj nezgodi
  - V39.6 Nespecificirana osoba na motornom vozilu s tri kotača ozlijeđena u sudaru s drugim ili nespecificiranim motornim vozilom u prometnoj nezgodi
  - V39.8 Osoba (bilo koja) na motornom vozilu s tri kotača ozlijeđena u ostalim specificiranim nezgodama pri prijevozu
  - V39.9 Osoba (bilo koja) na motornom vozilu s tri kotača ozlijeđena u nespecificiranoj prometnoj nezgodi

#### (V40-V49) - Ozlijeda osobe u automobilu
- V40 Osoba u automobilu ozlijeđena u sudaru s pješakom ili životinjom
  - V40.0 Osoba u automobilu ozlijeđena u sudaru s pješakom ili životinjom

- V41 Osoba u automobilu ozlijeđena u sudaru s vozilom na pedale
  - V41.0 Osoba u automobilu ozlijeđena u sudru s vozilom na pdedale

- V42 Osoba u automobilu ozlijeđena u sudaru s motornim vozilom na dva ili tri kotača
  - V42.0 Osoba u automobilu ozliješena u sudaru s motornim vozilom na dva ili tri kotača

- V43 Osoba u automobilu ozlijeđena u sudaru s automobilom, kamionetom ili dostavnim vozilom
  - V43.0 Osoba u automobilu ozlijeđena u sudaru s automobilom, kamionetom ili dostavnim vozilom

- V44 Osoba u automobilu ozlijeđena u sudaru s teškim prijevoznim vozilom ili autobusom
  - V44.0 Osoba u automobilu ozlijeđena u sudaru s teškim prijevoznim vozilom ili autobusom

- V45 Osoba u automobilu ozlijeđena u sudaru s vlakom ili željezničkim vozilom
  - V45.0 Osoba u automobilu ozlijeđena u sudaru s vlakom ili željezničkim vozilom

- V46 Osoba u automobilu ozlijeđena u sudaru s drugim vozilom koje nije motorno
  - V46.0 Osoba u automobilu ozlijeđena u sudaru s drugim vozilom koje nije motorno

- V47 Osoba u automobilu ozlijeđena u sudaru s prikvačenim ili nepokretnim objektom
  - V47.0 Osoba u automobilu ozlijeđena u sudaru sprikvačenim ili nepokretnim objektom

- V48 Osoba u automobilu ozlijeđena u nezgodi pri prijevozu bez sudara
  - V48.0 Osoba u automobilu ozlijeđena u nezgodi pri prijevozu bez sudara

- V49 Osoba u automobilu ozlijeđena u drugim i nespecificiranim nezgodama pri prijevozu
  - V49.0 Vozač ozlijeđen u sudaru s drugim i nespecificiranim motornim vozilima u nezgodi izvan prometa
  - V49.1 Putnik ozlijeđen u sudaru s drugim i nespecificiranim motornim vozilima u nezgodi izvan prometa
  - V49.2 Nespecificirana osoba u automobilu ozlijeđena u sudaru s drugim i nespecificiranim motornim vozilima u nezgodi izvan prometa
  - V49.3 Osoba u automobilu (bilo koja) ozlijeđena u nespecificiranoj nezgodi izvan prometa
  - V49.4 Vozač ozlijeđen u sudaru s drugim i nespecificiranim motornim vozilima u prometnoj nezgodi
  - V49.5 Putnik ozlijeđen u sudaru s drugim i nespecificiranim motornim vozilima u prometnoj nezgodi
  - V49.6 Nespecificirana osoba u automobilu ozlijeđena u sudaru s drugim i nespecificiranim motornim vozilima u prometnoj nezgodi
  - V49.8 Osoba (bilo koja) u automobilu ozlijeđena u drugim specificiranim nezgodama pri prijevozu
  - V49.9 Osoba (bilo koja) u automobilu ozlijeđena u nespecificiranoj prometnoj nezgodi

#### (V50-V59) - Ozljede osoba u kamionetu ili dostavnom vozilu
- V50 Osoba u kamionetu ili dostavnom vozilu ozliješena u sudaru s pješakom ili životinjom
  - V50.0 Osoba u kamionetu ili dostavnom vozilu ozlijeđena u sudaru s pješakom ili životinjom

- V51 Osoba u kamionetu ili dostavnom vozilu ozlijeđena u sudaru s vozilom na pedale
  - V51.0 Osoba na kamionetu ili dostavnom vozilu ozliješena u sudaru s vozilom na pedale

- V52 Osoba u kamionetu ili dostavnom vozilu ozlijeđena u sudaru s motornim vozilom na dva ili tri kotača
  - V52.0 Osoba u kamionetu ili dostavnom vozilu ozlijeđena u sudaru s motornim vozilom na dva ili tri kotača

- V53 Osoba u kamionetu ili dostavnom vozilu ozlijeđena u sudaru s automobilom, kamionetom ili dostavnim vozilom
  - V53.0 Osoba u kamionetu ili dostavnom vozilu ozlijeđena u sudaru s automobilom, kamionetom ili dostavnim vozilom

- V54 Osoba u kamionetu ili dostavnom vozilu ozlijeđena u sudaru s teškim prijevoznim vozilom ili autobusom
  - V54.0 Osoba u kamionetu ili dostavnom vozilu ozlijeđena u sudaru s teškim prijevoznim vozilom ili autobusom

- V55 Osoba u kamionetu ili dostavnom vozilu ozlijeđena u sudaru s vlakom ili željezničkim vozilom
  - V55.0 Osoba u kamionetu ili dostavnom vozilu ozlijeđena u sudaru s vlakom ili željezničkim vozilom

- V56 Osoba u kamionetu ili dostavnom vozilu ozlijeđena u sudaru s drugim vozilom koje nije motorno
  - V56.0 Osoba u kamionetu ili dostavnom vozilu ozlijeđena u sudaru s drugim vozilom koje nije motorno

- V57 Osoba u kamionetu ili dostavnom vozilu ozlijeđena u sudaru s prikvačenim ili nepokretnim objektom
  - V57.0 Osoba u kamionetu ili dostavnom vozilu ozlijeđena u sudaru s pirikvačenim ili nepokretnim objektom

- V58 Osoba u kamionetu ili dostavnom vozilu ozlijeđena u nezgodi pri prijevozu bez sudara
  - V58.0 Osoba u kamionetu ili dostavnom vozilu ozlijeđena u nezodi pri prijevozu bez sudara

- V59 Osoba u kamionetu ili dostavnom vozilu ozlijeđena u ostalim i nespecificiranim nezgodama pri prijevozu
  - V59.0 Vozač ozlijeđen u sudaru s ostalim i nespecificiranim motornim vozilima u nezgodi izvan prometa
  - V59.1 Putnik ozlijeđen u sudaru s ostalim i nespecificiranim motornim vozilima u nezgodi izvan prometa
  - V59.2 Nespecificirana osoba u kamionetu ili dostavnom vozilu ozlijeđena u sudaru s drugim i nespecificiranim motornim vozilima u nezgodi izvan prometa
  - V59.3 Osoba (bilo koja) u kamionetu ili dostavnom vozilu ozlijeđena u nespecificiranoj nezgodi izvan prometa
  - V59.4 Vozač ozlijeđen u sudaru s drugim i nespecificiranim motornim vozilima u prometnoj nezgodi
  - V59.5 Putnik ozlijeđen u sudaru s drugim i nespecificiranim motornim vozilima u prometnoj nezgodi
  - V59.6 Nespecificirana osoba u kamionetu ili dostavnom vozilu ozlijeđena u sudaru s drugim i nespecificiranim motornim vozilima u prometnoj nezgodi
  - V59.8 Osoba (bilo koja) u kamionetu ili dostavnom vozilu ozlijeđena u nespecificiranoj nezgodi pri prijevozu
  - V59.9 Osoba (bilo koja) u kamionetu ili dostavnom vozilu ozlijeđena u nespecificiranoj prometnoj nezgodi

#### (V60-V69) - Ozljede osoba u teškom prijevoznom vozilu
- V60 Osoba u teškom prijevoznom vozilu ozlijeđena u sudaru s pješakom ili životinjom
  - V60.0 Osoba u teškom prijevozno vozilu ozlijeđena u sudaru s pješakom ili životinjom

- V61 Osoba u teškom prijevoznom vozilu ozlijeđena u sudaru s vozilom na pedale
  - V61.0 Osoba u teškom prijevoznom vozilu ozlijeđena u sudaru s vozilom na pedale

- V62 Osoba u teškom prijevoznom vozilu ozlijeđena u sudaru s motornim vozilom na dva ili tri kotača
  - V62.0 Osoba u teškom prijevoznom vozilu ozlijeđena u sudaru s motornim vozilom na dva ili tri kotača

- V63 Osoba u teškom prijevoznom vozilu ozlijeđena u sudaru s automobilom, kamionetom ili dostavnim vozilom
  - V63.0 Osoba u teškom prijevoznom vozilu ozlijeđena u sudaru s automobilom, kamionetom ili dostavnim vozilom

- V64 Osoba u teškom prijevoznom vozilu ozlijeđena u sudaru s teškim prijevoznim vozilom ili autobusom
  - V64.0 Osoba u teškom prijevoznom vozilu ozlijeđena u sudaru s teškim prijevoznim vozilom ili autobusom

- V65 Osoba u teškom prijevoznom vozilu ozlijeđena u sudaru s teškim vlakom ili željezničkim vozilom
  - V65.0 Osoba u teškom prijevoznom vozilu ozlijeđena u sudaru s teškim vlakom ili željezničkim vozilom

- V66 Osoba u teškom prijevoznom vozilu ozlijeđena u sudaru s drugim vozilom koje nije motorno
  - V66.0 Osoba u teškom prijevoznom vozilu ozlijeđena u sudaru s drugim vozilom koje nije motorno

- V67 Osoba u teškom prijevoznom vozilu ozlijeđena u sudaru s prikvačenim ili nepokretnim objektom
  - V67.0 Osoba u teškom prijevoznom vozilu ozliješena u sudaru s prikvačenim ili nepokretnim objektom

- V68 Osoba u teškom prijevoznom vozilu ozlijeđena u nezgodi pri rijevozu bez sudara
  - V68.0 Osoba u teškom prijevoznom vozilu ozlijeđena u nezgodi pri prijevozu bez sudara

- V69 Osoba u teškom prijevoznom vozilu ozlijeđena u drugim i nespecificiranim nezgodama pri prijevozu
  - V69.0 Vozač ozlijeđen u sudaru s drugim i nespecificiranim motornim vozilima u nezgodi izvan prometa
  - V69.1 Putnik ozlijeđen u sudaru s drugim i nespecificiranim motornim vozilima u nezgodi izvan prometa
  - V69.2 Nespecificirana osoba u teškom prijevoznom vozilu ozlijeđena u sudaru s drugim i nespecificiranim motornim vozilom u nezgodi izvan prometa
  - V69.3 Osoba (bilo koja) u teškom prijevoznom vozilu ozlijeđena u nespecificiranoj nezgodi izvan prometa
  - V69.4 Vozač ozlijeđen u sudaru s drugim i nespecificiranim motornim vozilima u prometnoj nezgodi
  - V69.5 Putnik ozlijeđen u sudaru s drugim i nespecificiranim motornim vozilima u prometnoj nezgodi
  - V69.6 Nespecificirana osoba u teškom prijevoznom vozilu ozlijeđena u prometnoj nezgodi s nespecificiranim motornim vozilima
  - V69.8 Osoba (bilo koja) u teškom prijevoznom vozilu ozlijeđena u drugim specificiranim nezgodama pri prijevozu
  - V69.9 Osoba (bilo koja) u teškom prijevoznom vozilu ozlijeđena u nespecificiranoj prometnoj nezgodi

#### (V70-V79) - Ozljede osoba u autobusu
- V70 Osoba u autobusu ozlijeđena u sudaru s pješakom ili životinjom
  - V70.0 Osoba u autobusu ozlijeđena u sudaru s pješakom ili životinjom

- V71 Osoba u autobusu ozlijeđena u sudaru s vozilom na pedale
  - V71.0 Osoba u autobusu ozlijeđena u sudaru s vozilom na pedale

- V72 Osoba u autobusu ozlijeđena u sudaru s motornim vozilom na dva ili tri kotača
  - V72.0 Osoba u autobusu ozlijeđena u sudaru s motornim vozilom na dva ili tri kotača

- V73 Osoba u autobusu ozlijeđena u sudaru s automobilom, kamionetom ili dostavnim vozilom
  - V73.0 Osoba u autobusu ozlijeđena u sudaru s automobilom, kamionetom ili dostavnim vozilom

- V74 Osoba u autobusu ozlijeđena u sudaru s teškim prijevoznim vozilom ili autobusom
  - V74.0 Osoba u autobusu ozlijeđena u sudaru s teškim prijevoznim vozilom ili autobusom

- V75 Osoba u autobusu ozlijeđena u sudaru s vlakom ili željezničkim vozilom
  - V75.0 Osoba u autobusu ozlijeđena u sudaru s vlakom ili željezničkim vozilom

- V76 Osoba u autobusu ozlijeđena u sudaru s drugim vozilom koje nije motorno
  - V76.0 Osoba u autobusu ozlijeđena u sudaru s drugim vozilom koje nije motorno

- V77 Osoba u autobusu ozlijeđena u sudaru s prikvačenim ili nepokretnim objektom
  - V77.0 Osoba u autobusu ozlijeđena u sudaru s prikvačenim ili nepokretnim objektom

- V78 Osoba u autobusu ozlijeđena u nezgodi pri prijevozu bez sudara
  - V78.0 Osoba u autobusu ozlijeđena u nezgodi pri prijevozu bez sudara

- V79 Osoba u autobusu ozlijeđena u ostalim i nespecificiranim nezgodama pri prijevozu
  - V79.0 Vozač ozlijeđen u sudaru s ostalim i nespecificiranim motornim vozilima u nezgodi izvan prometa
  - V79.1 Putnik ozlijeđen u sudaru s ostalim i nespecificiranim motornim vozilima u nezgodi izvan prometa
  - V79.2 Nespecificirana osoba u autobusu ozlijeđena u sudaru s drugim i nespecificiranim motornim vozilom u nezgodi izvan prometa
  - V79.3 Osoba (bilo koja) u autobusu ozlijeđena u nespecificiranoj nezgodi izvan prometa
  - V79.4 Vozač ozlijeđen u sudaru s ostalim i nespecificiranim motornim vozilima u prometnoj nezgodi
  - V79.5 Putnik ozlijeđen u sudaru s ostalim i nespecificiranim motornim vozilima u prometnoj nezgodi
  - V79.6 Nespecificirana osoba u autobusu ozlijeđena u sudaru s drugim i nespecificiranim motornim vozilima u prometnoj nezgodi
  - V79.8 Osoba (bilo koja) u autobusu ozlijeđena u drugoj specificiranoj nezgodi pri prijevozu
  - V79.9 Osoba (bilo koja) u autobusu ozlijeđena u nespecificiranoj prometnoj nezgodi

#### (V80-V89) - Ozljede u ostalim nezgodama vozila u prometu
- V80 Jahač ili osoba u vozilu sa životinjskom vučom ozlijeđena u nezgodi pri prijevozu
  - V80.0 Jahač ili osoba u vozilu sa životinjskom vučom ozlijeđena padom ili zbacivanjem sa životinje ili vozila sa životinjskom vučom u nezgodi bez sudara
  - V80.1 Jahač ili osoba u vozilu sa životinjskom vučom ozlijeđena u sudaru s pješakom ili životinjom
  - V80.2 Jahač ili osoba u vozilu sa životinjskom vučom ozlijeđena u sudaru s vozilom na pedale
  - V80.3 Jahač ili osoba u vozilu sa životinskom vučom ozlijeđena u sudaru s motornim vozilom na dva ili tri kotača
  - V80.4 Jahač ili osoba u vozilu sa životinjskom vučom ozlijeđena u sudaru s automobilom, kaminetom ili dostavnim vozilom, teškim prijevoznim vozilom ili autobusom
  - V80.5 Jahač ili osoba u vozilu sa životinjskom vučom ozlijeđena u sudaru s drugim specificiranim motornim vozilom
  - V80.6 Jahač ili osoba u vozilu sa životinjskom vučom ozlijeđena u sudaru s vlakom ili željezničkim vozilom
  - V80.7 Jahač ili osoba u vozilu sa životinjskom vučom ozliješena u sudaru s drugim vozilom koje nije motorno
  - V80.8 Jahač ili osoba u vozilu sa životinjskom vučom ozlijeđena u sudaru s prikvačenim ili nepokretnim objektom
  - V80.9 Jahač ili osoba u vozilu sa životinjskom vučom ozlijeđena u drugim i nespecificiranim nezgodama pri prijevozu

- V81 Osoba u vlaku ili željezničkom vozilu ozlijeđena u nezgodi pri prijevozu
  - V81.0 Osoba u vlaku ili željezničkom vozilu ozlijeđena u sudaru s motornim vozilom u nezgodi izvan prometa
  - V81.1 Osoba u vlaku ili željezničkom vozilu ozlijeđena u sudaru s motornim vozilom u prometnoj nezgodi
  - V81.2 Osoba u vlaku ili željezničkom vozilu ozlijeđena u sudaru s drugim vlakom ili željezničkim vozilom
  - V81.3 Osoba u vlaku ili željezničkom vozilu ozlijeđena u sudaru s drugim objektom
  - V81.4 Osoba ozlijeđena dok je ulazila ili silazila s vlaka ili željezničkog vozila
  - V81.5 Osoba u vlaku ili željezničkom vozilu ozlijeđena pri padu s vlaka ili željezničkog vozila
  - V81.6 Osoba u vlaku ili željezničkom vozilu ozlijeđena zbog pada iz vlaka ili željezničkog vozila
  - V81.7 Osoba u vlaku ili željezničkom vozilu ozlijeđena pri iskliznuću vlaka iz tračnica bez prethodnog sudara
  - V81.8 Osoba u vlaku ili željezničkom vozilu ozlijeđena u drugim specificiranim željezničkim nezgodama
  - V81.9 Osoba u vlaku ili željezničkom vozilu ozlijeđena u nespecificiranim željezničkim nezgodama

- V82 Osoba u tramvaju ozlijeđena u nezgodi pri prijevozu
  - V82.0 Osoba u tramvaju ozlijeđena u sudaru s motornim vozilom u nezgodi izvan prijevoza
  - V82.1 Osoba u tramvaju ozlijeđena u sudaru s motornim vozilom u prometnoj nezgodi
  - V82.2 Osoba u tramvaju ozlijeđena u sudaru s drugim tramvajem
  - V82.3 Osoba u tramvaju ozlijeđena u sudaru s drugim objektom
  - V82.4 Osoba ozlijeđena dok je ulazila ili silazila s tramvaja
  - V82.5 Osoba u tramvaju ozlijeđena pri padu u tramvaju
  - V82.6 Osoba u tramvaju ozlijeđena pri padu iz tramvaja
  - V82.7 Osoba u tramvaju ozlijeđena pri iskliznuću iz tračnica bez prethodnog sudara
  - V82.8 Osoba u tramvaju ozlijeđena u drugim specificiranim nezgodama pri prijevozu
  - V82.9 Osoba u tramvaju ozlijeđena u nespecificiranoj prometnoj nezgodi

- V83 Osoba u posebnom vozilu koje se uglavnom koristi u industriji ozlijeđena u nezgodi pri prijevozu
  - V83.0 Vozač posebnog industrijskog vozila ozlijeđen u prometnoj nezgodi
  - V83.1 Putnik u posebnom industrijskom vozilu ozlijeđen u prometnoj nezgodi
  - V83.2 Osoba na vanjskom dijelu posebnog industrijskog vozila ozlijeđena u prometnoj nezgodi
  - V83.3 Nespecificirana osoba u posebnom industrijskom vozilu ozlijeđena u prometnoj nezgodi
  - V83.4 Osoba ozlijeđena za vrijeme ulaska ili silaska s posebnog industrijskog vozila
  - V83.5 Vozač posebnog industrijskog vozila ozlijeđen u nezgodi izvan prometa
  - V83.6 Putnik u posebnom industrijskom vozilu ozlijeđen u nezgodi izvan prometa
  - V83.7 Osoba na vanjskom dijelu posebnog industrijskog vozila ozlijeđena u nezgodi izvan prometa
  - V83.9 Nespecificirana osoba u posebnom industrijskom vozilu ozlijeđena u nezgodi izvan prometa

- V84 Osoba u posebnom vozilu koje se uglavnom koristi u poljoprivredi ozlijeđena u nezgodi pri prijevozu
  - V84.0 Vozač posebnog poljoprivrednog vozila ozlijeđen u prometnoj nezgodi
  - V84.1 Putnik u posebnom poljoprivrednom vozilu ozlijeđen u prometnoj nezgodi
  - V84.2 Osoba na vanjskom dijelu posebnog poljoprivrednog vozila ozlijeđena u prometnoj nezgodi
  - V84.3 Nespecificirana osoba u posebnom poljoprivrednom vozilu ozlijeđena u prometnoj nezgodi
  - V84.4 Osoba ozlijeđena za vrijeme ulaska ili silaska s posebnog poljoprivrednog vozila
  - V84.5 Vozač posebnog poljoprivrednog vozila ozlijeđen u nezgodi izvan prometa
  - V84.6 Putnik u posebnom poljoprivrednom vozilu ozlijeđen u nezgodi izvan prometa
  - V84.7 Osoba na vanjskom dijelu posebnog poljoprivrednog vozila ozlijeđena u nezgodi izvan prometa
  - V84.9 Nespecificirana osoba u posebnom poljoprivrednom vozilu ozlijeđena u nezgodi izvan prometa

- V85 Osoba u posebnom građevinskom vozilu ozlijeđena u nezgodi pri prijevozu
  - V85.0 Vozač posebnog građevinskog vozila ozlijeđen u prometnoj nezgodi
  - V85.1 Putnik u posebnom građevinskom vozilu ozlijeđen u prometnoj nezgodi
  - V85.2 Osoba na vanjskom dijelu posebnog građevinskog vozila ozlijeđena u prometnoj nezgodi
  - V85.3 Nespecificirana osoba u posebnom građevinskom vozilu ozlijeđena u prometnoj nezgodi
  - V85.4 Osoba ozlijeđena za vrijeme ulaska ili silaska s posebnog građevinskog vozila
  - V85.5 Vozač posebnog građevinskog vozila ozlijeđen u nezgodi izvan prometa
  - V85.6 Putnik u posebnom građevinskom vozilu ozlijeđen u nezgodi izvan prometa
  - V85.7 Osoba na vanjskom dijelu posebnog građevinskog vozila ozlijeđena u nezgodi izvan prometa
  - V85.9 Nespecificirana osoba u posebnom građevinskom vozilu ozlijeđena u nezgodi izvan prometa

- V86 Osoba u posebnom terenskom ili drugom motornom vozilu namijenjenom prije svega vožnji izvan ceste ozlijeđena u nezgodi pri prijevozu
  - V86.0 Vozač posebnog terenskog vozila ili drugog motornog vozila namijenjenog prvenstveno izvancestovnoj uporabi, ozlijeđen u prometnoj nezgodi
  - V86.1 Putnik u posebnom terenskom vozilu ili drugom motornom vozilu namijenjenom prvenstveno izvancestovnoj uporabi, ozlijeđen u prometnoj nezgodi
  - V86.2 Osoba na vanjskom dijelu posebnog terenskog vozila ili drugog motornog vozila, namijenjenog prvenstveno izvancestovnoj uporabi, ozlijeđen u prometnoj nezgodi
  - V86.3 Nespecificirana osoba u posebnom terenskom vozilu ili drugom motornom vozilu, namijenjenom prvenstveno izvancestovnoj uporabi, ozlijeđena u prometnoj nezgodi
  - V86.4 Osoba ozlijeđena za vrijeme ulaska ili silaska s posebnog terenskog vozila ili drugog motornog vozila, namijenjenog prvenstveno izvancestovnoj uporabi
  - V86.5 Vozač posebnog terenskog vozila ili drugog motornog vozila namijenjenog prvenstveno izvancestovnoj uporabi, ozlijeđen u nezgodi izvan prometa
  - V86.6 Putnik u posebnom terenskom vozilu ili drugom motornom vozilu namijenjenom prvenstveno izvancestovnoj uporabi ozlijeđen u nezgodi izvan prometa
  - V86.7 Osoba na vanjskom dijelu posebnog terenskog vozila ili drugog motornog vozila namijenjenog prvenstveno izvancestovnoj uporabi ozlijeđena u nezgodi izvan prometa
  - V86.9 Nespecificirana osoba u posebnom terenskom vozilu ili drugom motornom vozilu namijenjenom prvenstveno izvancestovnoj uporabi, ozlijeđena u nezgodi izvan prometa

- V87 Prometna nezgoda specificirane vrste ali uz nepoznato prijevozno sredstvo ozlijeđenog
  - V87.0 Osoba ozlijeđena u sudaru automobila i motornog vozila na dva ili tri kotača (u prometu)
  - V87.1 Osoba ozlijeđena u sudaru drugog motornog vozila i motornog vozila s dva ili tri kotača (u prometu)
  - V87.2 Osoba ozlijeđena u sudaru automobila i kamioneta ili dostavnog vozila (u prometu)
  - V87.3 Osoba ozlijeđena u sudaru automobila i autobusa (u prometu)
  - V87.4 Osoba ozlijeđena u sudaru automobila i teškog prijevoznog vozila (u prometu)
  - V87.5 Osoba ozlijeđena u sudaru teškog prijevoznog vozila i autobusa (u prometu)
  - V87.6 Osoba ozlijeđena u sudaru vlaka ili željezničkog vozila i automobila (u prometu)
  - V87.7 Osoba ozlijeđena u sudaru između drugih specificiranih motornih vozila (u prometu)
  - V87.8 Osoba ozlijeđena u drugim specificiranim nezgodama pri prijevozu bez sudara sa sudjelovanjem motornog vozila (u prometu)
  - V87.9 Osoba ozlijeđena u drugim specificiranim (sa sudarom)(bez sudara) nezgodama pri prijevozu u kojima sudjeluje vozilo koje nije motorno (u prometu)

- V88 Nezgoda izvan prometa specificirane vrste, ali uz nepoznato prijevozno sredstvo ozlijeđenog
  - V88.0 Osoba ozlijeđena u sudaru automobila i motornog vozila na dva ili tri kotača, izvan prometa
  - V88.1 Osoba ozlijeđena u sudaru drugog motornog vozila i motornog vozila s dva ili tri kotača, izvan prometa
  - V88.2 Osoba ozlijeđena u sudaru automobila i kamioneta ili dostavnog vozila, izvan prometa
  - V88.3 Osoba ozlijeđena u sudaru automobila i autobusa, izvan prometa
  - V88.4 Osoba ozlijeđena u sudaru automobila i teškog prijevoznog vozila, izvan prometa
  - V88.5 Osoba ozlijeđena u sudaru teškog prijevoznog vozila i autobusa, izvan prometa
  - V88.6 Osoba ozlijeđena u sudaru vlaka ili željezničkog vozila i automobila, izvan prometa
  - V88.7 Osoba ozlijeđena u sudaru između drugih specificiranih motornih vozila, izvan prometa
  - V88.8 Osoba ozlijeđena u drugim specificiranim nezgodama pri prijevozu bez sudara sa sudjelovanjem motornog vozila, izvan prometa
  - V88.9 Osoba ozlijeđena u drugim specificiranim (sa sudarom)(bez sudara) nezgodama pri prijevozu u kojima sudjeluje vozilo koje nije motorno, izvan prometa

- V89 Nezgoda motornog vozila ili vozila koje nije motorno, nespecificirane vrste vozila
  - V89.0 Osoba ozlijeđena u nespecificiranoj nezgodi motornog vozila, izvan prometa
  - V89.1 Osoba ozlijeđena u nespecificiranoj nezgodi vozila koje nije motorno, izvan prometa
  - V89.2 Osoba ozlijeđena u nespecificiranoj nezgodi motornog vozila, u prometu
  - V89.3 Osoba ozlijeđena u nespecificiranoj prometnoj nezgodi vozila koje nije motorno
  - V89.9 Osoba ozlijeđena u nezgodi nespecificiranog vozila

#### (V90-V99) - Ozljede s plovilima i letjelicama
- V90 Nezgoda plovila koja uzrokuje utapanje i potapanje
  - V90.0 Nezgoda plovila koja uzrokuje utapanje i potapanje

- V91 Nezgoda plovila koja uzrokuje drugu ozljedu
  - V91.0 Nezgoda plovila koja uzrokuje drugu ozljedu

- V92 Utapanja i potapanja povezana s prijevozom na vodi bez nezgode plovila
  - V92.0 Utapanja i potapanja povezana s prijevozom na vodi bez nezgode plovila

- V93 Nezgoda na palubi plovila bez nezgode samog plovila, koja ne uzrokuje utapanje ili potapanje
  - V93.0 Nezgoda na palubi plovila bez nezgode samog plovila, koja ne uzrokuje utapanje ili potapanje

- V94 Druge i nespecificirane nezgode pri prijevozu na vodi
  - V94.0 Druge i nespecificirane nezgode pri prijevozu na vodi

- V95 Nezgoda letjelice s motorom koja je uzrokovala ozljedu osobe u njoj
  - V95.0 Nezgoda helikoptera koja uzrokuje ozljedu osobe u njemu
  - V95.1 Nezgoda jedrilice s motorom te drugih laganih letjelica koja uzrokoje ozljedu osobe u njoj
  - V95.2 Nezgoda druge letjelice s krilima montiranim u samogradnji koja uzrokuje ozljedu osobe u njoj
  - V95.3 Nezgoda letjelice s komercijalno ugrađenim krilima, s ozljedom osobe u njoj
  - V95.4 Nezgoda svemirskog broda koja je uzrokovala ozljedu osobe u njemu
  - V95.8 Druge nezgode letjelice koje uzrokuju ozljedu osobe u njoj
  - V95.9 Nespecificirana nezgoda letjelice koja uzrokuje ozljedu osobe u njoj

- V96 Nezgoda letjelice bez motora koja uzrokuje ozljedu osobe u njoj
  - V96.0 Nezgoda balona koja uzrokuje ozljedu osobe u njemu
  - V96.1 Nezgoda jedrilice na vuču s ozljedom osobe u njoj
  - V96.2 Nezgoda jedrilice bez motora s ozljedom osobe u njoj
  - V96.8 Nezgode drugih letjelica bez motora s ozljedom osobe u njima
  - V96.9 Nespecificirana nezgoda letjelice bez motora s ozljedom osobe u njoj

- V97 Druge specificirane nezgode u zračnome prijevozu
  - V97.0 Osoba u letjelici ozlijeđena u ostalim specificiranim nezgodama zračnog prijevoza
  - V97.1 Osoba ozlijeđena za vrijeme ulaska ili silaska s letjelice
  - V97.2 Padobranac ozlijeđen u nezgodi zračnog prijevoza
  - V97.3 Osoba na zemlji ozlijeđena u zračnoj nezgodi
  - V97.8 Druge nezgode u zračnome prijevozu, koje nisu razvrstane na drugom mjestu

- V98 Druge specificirane nezgode pri prijevozu
  - V98.0 Druge specificirane nezgode pri prijevozu

- V99 Nespecificirana nezgoda pri prijevozu
  - V99.0 Nespecificirana nezgoda pri prijevozu

### (W00-X59) - Nezgode i nesreće

#### (W00-W19) - Pad
- W00 Pad na istoj razini na ledu i snijegu
  - W00.0 Pad na istoj razini na ledu i snijegu
  - W01 Pad na istoj razini prilikom okliznuća, spoticanja i posrtanja
  - W01.0 Pad na istoj razini prilikom okliznuća, spoticanja i posrtanja

- W02 Pad prilikom klizanja, skijanja, koturanja ili vožnje na skateboardu
  - W02.0 Pad prilikom klizanja, skijanja, koturanja ili vožnje na skateboardu

- W03 Drugi pad na istoj razini prilikom sudaranja ili guranja druge osobe
  - W03.0 Drugi pad na istoj razini prilikom sudaranja ili guranja druge osobe

- W04 Pad za vrijeme nošenja ili pridržavanja od druge osobe
  - W04.0 Pad za vrijeme nošenja ili pridržavanja od druge osobe

- W05 Pad iz invalidskih kolica
  - W05.0 Pad s invalidskih kolica

- W06 Pad s kreveta
  - W06.0 Pad s kreveta

- W07 Pad sa stolice
  - W07.0 Pad sa stolice

- W08 Pad s drugih dijelova pokućstva
  - W08.0 Pad s drugih dijelova pokućstva

- W09 Pad s naprave za tjelovježbu
  - W09 Pad s naprave za tjelovježbu

- W10 Pad na stubištu ili sa stubišta ili stuba
  - W10.0 Pad na stubištu ili sa stubišta ili stuba

- W11 Pad na ljestve ili s njih
  - W11.0 Pad na ljestve ili s njih

- W12 Pad na skelu ili s nje
  - W12.0 Pad na skelu ili s nje

- W13 Pad s, iz ili kroz zgradu ili konstrukciju
  - W13.0 Pad s, iz ili kroz zgradu ili konstrukciju

- W14 Pad sa stabla
  - W14.0 Pad sa stabla

- W15 Pad sa stijene
  - W15.0 Pad sa stijene

- W16 Ronjenje ili skakanje u vodu koje uzrokuje ozljedu, izuzevši utapanje ili potapanje
  - W16.0 Ronjenje ili skakanje u vodu koje uzrokuje ozljedu, izuzevši utapnje ili potapanje

- W17 Drugi pad s jedne razine na drugu
  - W17.0 Drugi pad s jedne razine na drugu

- W18 Drugi pad na istoj razini
  - W18.0 Drugi pad na istoj razini

- W19 Nespecificiran pad
  - W19.0 Nespecificiran pad

#### (W20-W49) - Izloženost ili doticaj s mehaničkim silama
- W20 Pogođenost bačenim, ispaljenim ili podajućim predmetom
- W20.0 Pogođenost bačenim, ispaljenim ili podajućim predmetom

- W21 Sudaranje s predmetom iz športske opreme ili udaranje njime
  - W21.0 Sudaranje s predmetom iz športske opreme ili udaranje njime

- W22 Sudaranje ili udaranje drugim predmetima
  - W22.0 Sudaranje ili udaranje drugim predmetima

- W23 Zahvaćenost, gnječenje, stiskanje ili uklještenje predmetima ili između predmeta
  - W23.0 Zahvaćenost, gnječenje, stiskanje ili uklještenje predmetima ili između predmeta

- W24 Doticaj s napravama za dizanje i prijenos, nesvrstanima drugamo
  - W24.0 Doticaj s napravama za dizanje i prijenos, nesvrstanima drugamo

- W25 Doticaj s oštrim staklom
  - W25.0 Doticaj s oštrim staklom

- W26 Doticaj s nožem, mačem ili bodežom
  - W26.0 Doticaj s nožem, mačem ili bodežom

- W27 Doticaj s ručnim alatom bez motora
  - W27.0 Doticaj s ručnim alatom bez motora

- W28 Doticaj s motornom kosilicom za travu
  - W28.0 Doticaj s motornom kosilicom za travu

- W29 Doticaj s drugim motornim ručnim alatom ili električnim kućanskim aparatima
  - W29.0 Doticaj s drugim motornim ručnim alatom ili električnim kućanskim aparatima

- W30 Doticaj s poljoprivrednim strojevima
  - W30.0 Doticaj s poljoprivrednim strojevima

- W31 Doticaj s drugim i nespecificiranim strojevima
  - W31.0 Doticaj s drugim i nespecificiranim strojevima

- W32 Pucnjava iz ručnog vatrenog oružja
  - W32.0 Pucnjava iz ručnog vatrenog oružja

- W33 Pucnjava iz puške, sačmarice i teškoga vatrenog oružja
  - W33.0 Pucnjava iz puške, sačmarice i teškog vatrenog oružja

- W34 Pucnjava iz drugog i nespecificiranoga vatrenog oružja
  - W34.0 Pucnjava iz drugog i nespecificiranog vatrenog oružja

- W35 Eksplozija i prsnuće parnog kotla (bojlera)
  - W35.0 Eksplozija i prsnuće parnog kotla (bojlera)

- W36 Eksplozija i prsnuće plinske boce
  - W36.0 Eksplozija i prsnuće plinske boce

- W37 Eksplozija i prsnuće automobilske gume, cijevi ili crijeva za polijevanje
  - W37.0 Eksplozija i prsnuće automobilske gume, cijevi ili crijeva za polijevanje

- W38 Eksplozija i prsnuće drugih specificiranih naprava pod tlakom
  - W38.0 Eksplozija i prsnuće drugih specificiranih naprava pod tlakom

- W39 Ispaljivanje vatrometa
  - W39.0 Ispaljivanje vatrometa

- W40 Eksplozija drugih sredstava
  - W40.0 Eksplozija drugih sredstava

- W41 Izloženost djelovanju visokotlačnog mlaza
  - W41.0 Izloženost djelovanju visokotlačnog mlaza

- W42 Izloženost buci
  - W42.0 Izloženost buci

- W43 Izloženost vibracijama
  - W43.0 Izloženost vibracijama

- W44 Doticaj sa stranim tijelom koje je prodrlo u ili kroz oko ili prirodni otvor
  - W44.0 Doticaj sa stranim tijelom koje je prodrlo u ili kroz oko ili prirodni otvor

- W45 Doticaj sa stranim tijelom ili predmetom koje je prodrlo kroz kožu
  - W45.0 Doticaj sa stranim tijelom ili predmetom koje je prodrlo kroz kožu

- W49 Izloženost drugim i nespecificiranim neživim mehaničkim silama
  - W49.0 Izloženost drugim i nespecificiranim neživim mehaničkim silama

#### (W50-W64) - Izloženost živim mehaničkim silama
- W50 Udaranje, rušenje, udaranje nogom, savijanje, grizenje ili grebanje od druge osobe
  - W50.0 Udaranje, rušenje, udaranje nogom, savijanje, grizenje ili grebanje od druge osobe

- W51 Udaranje ili nalijetanje na drugu osobu
  - W51.0 Udaranje ili nalijetanje na drugu osobu

- W52 Gnječenje, guranje ili gaženje od mnoštva ili gomile ljudi u paničnome trku (human stampede)
  - W52.0 Gnječenje, guranje ili gaženje od mnoštva ili gomile ljudi u paničnome trku (human stampede)

- W53 Ugriz štakora
  - W53.0 Ugriz štakora

- W54 Ugriz ili udarac psa
  - W54.0 Ugriz ili udarac psa

- W55 Ugriz ili udarac drugih sisavaca
  - W55.0 Ugriz ili udarac drugih sisavaca

- W56 Doticaj s morskim sisavcima
  - W56.0 Doticaj s morskim sisavcima

- W57 Ugriz ili ubod neotrovnog insekta ili drugih neotrovnih artropoda
  - W57.0 Ugriz ili ubod neotrovnog insekta ili drugih neotrovnih artropoda

- W58 Ugriz ili udarac krokodila ili aligatora
  - W58.0 Ugriz ili udarac krokodila ili aligatora

- W59 Ugriz ili zgnječenje od drugih reptila
  - W59.0 Ugriz ili zgnječenje od drugih reptila

- W60 Doticaj s trnovitom biljkom, bodljikama i oštrim listovima
  - W60.0 Doticaj s trnovitom biljkom, bodljikama i oštrim listovima

- W64 Izloženost drugim i nespecificiranim živim mehaničkim silama
  - W64.0 Izloženost drugim i nespecificiranim živim mehaničkim silama

#### (W65-W84) - Utapanje, potapanje, gušenje i davljenje
- W65 Utapanje ili potapanje u kadi za kupanje
  - W65.0 Utapanje ili potapanje u kadi za kupanje

- W66 Utapanje ili potapanje nakon pada u kadu za kupanje
  - W66.0 Utapanje ili potapanje nakon pada u kadu za kupanje

- W67 Utapanje ili potapanje u bazenu za plivanje
  - W67.0 Utapanje ili potapanje u bazenu za plivanje

- W68 Utapanje ili potapanje nakon pada u bazen za plivanje
  - W68.0 Utapanje ili potapanje nakon pada u bazen za plivanje

- W69 Utapanje ili potapanje u prirodnoj vodi
  - W69.0 Utapanje ili potapanje u prirodnoj vodi

- W70 Utapanje ili potapanje nakon pada u prirodnu vodu
  - W70.0 Utapanje ili potapanje nakon pada u prirodnu vodu

- W73 Drugo specificirano utapanje ili potapanje
  - W73.0 Drugo specificirano utapanje ili potapanje

- W74 Nespecificirano utapanje ili potapanje
  - W74.0 Nespecificirano utapanje ili potapanje

- W75 Slučajno gušenje i davljenje u krevetu
  - W75.0 Slučajno gušenje i davljenje u krevetu

- W76 Drugo slučajno vješanje i davljenje
  - W76.0 Drugo slučajno vješanje i davljenje

- W77 Ugroženost disanja zbog urušavanja, odrona zemlje i drugih tvari
  - W77.0 Ugroženost disanja zbog urušavanja,odrona zemlje i drugih tvari

- W78 Inhalacija želučanog sadržaja
  - W78.0 Inhalacija želučanog sadržaja

- W79 Inhalacija i ingestija hrane koja uzrokuje opstrukciju dišnog sustava
  - W79.0 Inhalacija i ingestija hrane koja uzrokuje opstrukciju dišnog sustava

- W80 Inhalacija i ingestija drugih predmeta koja uzrokuje opstrukciju dišnog sustava
  - W80.0 Inhalacija i ingestija drugih predmeta koja uzrokuje opstrukciju dišnog sustava

- W81 Osoba zatvorena ili uhvaćena u okolišu s niskom koncentracijom kisika
  - W81.0 Osoba zatvorena ili uzvaćena u okolišu s niskom koncentracijom kisika

- W83 Ostali specificirani oblici ugrožavanja disanja
  - W83.0 Ostali specificirani oblici ugrožavanja disanja

- W84 Nespecificiran oblik ugrožavanja disanja
  - W84.0 Nespecificiran oblik ugrožavanja disanja

#### (W85-W99) - Izloženost drugim čimbenicima okoliša
- W85 Izloženost električnim prijenosnim vodovima
  - W85.0 Izloženost električnim prijenosnim vodovima

- W86 Izloženost drugoj specificiranoj električnoj struji
  - W86.0 Izloženost drugoj specificiranoj električnoj struji

- W87 Izloženost nespecificiranoj električnoj struji
  - W87 Izloženost nespecificiranoj električnoj struji

- W88 Izloženost ionizirajućem zračenju
  - W88.0 Izloženost ionizirajućem zračenju

- W89 Izloženost umjetno nastaloj i ultraljubičastoj svjetlosti
  - W89.0 Izloženost umjetno nastaloj i ultraljubičastoj svjetlosti

- W90 Izloženost drugom neionizirajućem zračenju
  - W90.0 Izloženost drugom neionzirajućem zračenju

- W91 Izloženost nespecificiranoj vrsti zračenja
  - W91.0 Izloženost nespecificiranoj vrsti zračenja

- W92 Izloženost prekomjernoj toplini umjetnog podrijetla
  - W92.0 Izloženost prekomjernoj toplini umjetnog podrijetla

- W93 Izloženost prekomjernoj hladnoći umjetnog podrijetla
  - W93.0 Izloženost prekomjernoj hladnoći umjetnog podrijetla

- W94 Izloženost visokom ili niskom tlaku zraka i promjenama u tlaku zraka
  - W94.0 Izloženost visokom ili niskom tlaku zraka i promjenama u tlaku zraka

- W99 Izloženost drugim i nespecificiranim umjetnim čimbenicima okoliša
  - W99.0 Izloženost drugim i nespecificiranim umjetnim čimbenicima okoliša

#### (X00-X09) - Izloženost dimu, vatri i plamenu
- X00 Izloženost nekontroliranoj vatri u zgradi ili konstrukciji
  - X00.0 Izloženost nekontroliranoj vatri u zgradi ili konstrukciji

- X01 Izloženost nekontroliranoj vatri izvan zgrade ili konstrukcije
  - X01.0 Izloženost nekontroliranoj vatri izvan zgrade ili konstrukcije

- X02 Izloženost vatri pod kontrolom u zgradi ili konstrukciji
  - X02.0 Izloženost vatri pod kontrolom u zgradi ili konstrukciji

- X03 Izloženost vatri pod kontrolom izvan zgrade ili konstrukije
  - X03.0 Izloženost vatri pod kontrolom izvan zgrade ili konstrukcije

- X04 Izloženost zapaljenim lako zapaljivim materijalima
  - X04.0 Izloženost zapaljenim lako zapaljivim materijalima

- X05 Izloženost zapaljenoj ili rastaljenoj noćnoj odjeći
  - X05.0 Izloženost zapaljenoj ili rastaljenoj noćnoj odjeći

- X06 Izloženost zapaljenoj ili rastaljenoj drugoj odjeći i opremi (ukrasima, nakitu)
  - X06.0 Izloženost zapaljenoj ili rastaljenoj drugoj odjeći i opremi (ukrasima, nakitu)

- X08 Izloženost drugom specificiranom dimu, vatri i plamenu
  - X08.0 Izloženost drugom specificiranom dimu, vatri i plamenu

- X09 Izloženost nespecificiranom dimu, vatri i plamenu
  - X09.0 Izloženost nespecificiranom dimu, vatri i plamenu

#### (X10-X20) - Doticaj s izvorom topline i vrućim tvarima
- X10 Doticaj s vrućim pićima, hranom, masti i jestivim uljem
  - X10.0 Doticaj s vrućim pićima, hranom, masti i jestivim uljem

- X11 Doticaj s vrućom vodom iz slavine
  - X11.0 Doticaj s vrućom vodom iz slavine

- X12 Doticaj s drugim vrućim tekućinama
  - X12.0 Doticaj s drugim vrućim tekućinama

- X13 Doticaj s parom i vrućim isparinama
  - X13.0 Doticaj s parom i vrućim isparinama

- X14 Doticaj s vrućim zrakom i plinovima
  - X14.0 Doticaj s vrućim zrakom i plinovima

- X15 Doticaj s vrućim kućanskim aparatima
  - X15.0 Doticaj s vrućim kućanskim aparatima

- X16 Doticaj s uređajima za grijanje, radijatorima i cijevima
  - X16.0 Doticaj s uređajima za grijanje, radijatrorima i cijevima

- X17 Doticaj s vrućim oruđima, strojevima i alatima
  - X17 Doticaj s vrućim oruđima, strojevima i alatima

- X18 Doticaj s drugim vrućim kovinama
  - X18.0 Doticaj s drugim vrućim kovinama

- X19 Doticaj s drugim i nespecificiranim izvorom topline i vrućim tvarima
  - X19.0 Doticaj s drugim i nespecificiranim izvorom topline i vrućim tvarima

#### (X20-X29) - Doticaj sa životinjom ili biljkom
- X20 Doticaj s otrovnim zmijama i gušterima
  - X20.0 Doticaj s otrovnim zmijama i gušterima

- X21 Doticaj s otrovnim paucima
  - X21.0 Doticaj s otrovnim paucima

- X22 Doticaj sa škorpionima
  - X22.0 Doticaj sa škorpionima

- X23 Doticaj sa stršljenovima, osama i pčelama
  - X23.0 Doticaj sa stršljenovima, osama i pčelama

- X24 Doticaj sa stonogama i otrovnim milipodima (tropskim)
  - X24.0 Doticaj sa stonogama i ottovnim milipodima (tropskim)

- X25 Doticaj s drugim specificiranim otrovnim artropodima
  - X25.0 Doticaj s drugim specificiranim otrovnim artropodima

- X26 Doticaj s otrovnim morskim životinjama i biljkama
  - X26.0 Doticaj s otrovnim morskim životinjama i biljkama

- X27 Doticaj s drugim specificiranim otrovnim životinjama
  - X27.0 Doticaj s drugim specificiranim otorovnim životinjama

- X28 Doticaj s drugim specificiranim otrovnim biljkama
  - X28.0 Doticaj s drugim specificiranim otrovnim biljkama

- X29 Doticaj s nespecificiranom otrovnom životinjom ili biljkom
  - X29.0 Doticaj s nespecificiranom otrovnom životinjom ili biljkom

#### (X30-X39) - Utjecaj prirodnih sila
- X30 Izloženost prekomjernoj prirodnoj toplini
  - X30.0 Izloženost prekomjernoj prirodnoj toplini

- X31 Izloženost prekomjernoj prirodnoj hladnoći
  - X31.0 Izloženost prekomjernoj prirodnoj hladnoći

- X32 Izloženost sunčevu svjetlu
  - X32.0 Izloženost sunčevu svjetlu

- X33 Žrtva udara groma
  - X33.0 Žrtva udara groma

- X34 Žrtva potresa
  - X34.0 Žrtva potresa

- X35 Žrtva vulkanske erupcije
  - X35.0 Žrtva vulkanske erupcije

- X36 Žrtva lavine, odrona i drugih pokretanja zemlje
  - X36.0 Žrtva lavine, odrona i drugih pokretanja zemlje

- X37 Žrtva katastrofalnog nevremena (oluje)
  - X37.0 Žrtva katastrofalnog nevremena (oluje)

- X38 Žrtva poplave
  - X38.0 Žrtva poplave

- X39 Izloženost drugim i nespecificiranim prirodnim silama
  - X39.0 Izloženost drugim i nespecificiranim prirodnim silama

#### (X40-X49) - Slučajno otrovanje
- X40 Slučajno otrovanje i izlaganje neopoidnim anlgeticima, antipireticima ili antireumaticima
  - X40.0 Slučajno otrovanje i izlaganje neopoidnim analgeticima,antipireticima ili aniteumaticima

- X41 Slučajno otrovanje i izlaganje antiepilepticima, sedativia-hipnoticima, antiparkinsonicima i psihotropnim lijekovima nesvrstanim drugamo
  - X41.0 Slučajno otorovanje i izlaganje atiepilepticima, sedativima-hipnoticima, pantiparkinsonicima i psihotopnim lijekovima nesvrstanim drugamo

- X42 Slučajno otrovanje i izlaganje narkoticima i psihodislepticima (halucinogenima), nesvrstanim drugamo
  - X42.0 Slučajno otrovanje i izlaganje narkoticima i psihodislepticima (halucinogenima),nesvrstanim drugamo

- X43 Slučajno otrovanje i izlaganje drugim lijekovima koji djeluju na autonomni živčani sustav
  - X43.0 Slučajno otrovanje i izlaganje drugim lijekovima koji djeluju na autonomni živčani sustav

- X44 Slučajno otrovanje i izlaganje nespecificiranim lijekovima, ljekovitim i biološkim tvarima
  - X44.0 Slučajno otrovanje i izlaganje nespecificiranim lijekovima, ljekovitim i biološkim tvarima

- X45 Slučajno otrovanje i izlaganje alkoholu
  - X45.0 Slučajno otrovanje i izlaganje alkoholu

- X46 Slučajno otrovanje i izlaganje organskim otapalima i halogeniranim ugljikovodicima i njihovim parama
  - X46.0 Slučajno otrovanje i izlaganje organskim otapalima i halogeniranim ugljikovodicima i njihovim parama

- X47 Slučajno otrovanje i izlaganje drugim plinovima i parama
  - X47.0 Slučajno otrovanje i izlaganje drugim plinovima i parama

- X48 Slučajno otrovanje i izlaganje pesticidima
  - X48.0 Slučajno otrovanje i izlaganje pesticidima

- X49 Slučajno otrovanje i izlaganje drugim i nespecificiranim kemikalijama i štetnim tvarima
  - X49 Slučajno otrovanje i izlaganje drugim i nespecificiranim kemikalijama i štetnim tvarima
  - X49.0 Slučajno otrovanje i izlaganje drugim i nespecificiranim kemikalijama i štetnim tvarima

#### (X50-X59) - Ostali čimbenici
- X50 Prenaprezanje i naporni ili ponovljani pokreti
  - X50.0 Prenaprezanje i naporni ili ponovljani pokreti

- X51 Putovanje i kretanje
  - X51 Putovanje i kretanje

- X52 Produžen boravak u bestežinskom okolišu
  - X52 Produžen boravak u bestežinskom okolišu

- X53 Nedostatak hrane
  - X53.0 Nedostatak hrane

- X54 Nedostatak vode
  - X54.0 Nedostatak vode

- X57 Nespecificirana oskudica
  - X57.0 Nespecificirana oskudica

- X58 Izloženost drugim specificiranim čimbenicima
  - X58.0 Izloženost drugim specificiranim čimbenicima

- X59 Izloženost nespecificiranom čimbeniku
  - X59.0 Izloženost nespecificiranom čimbeniku

### (X60-X84) - Namjerno samoozljeđivanje
- X60 Namjerno samootrovanje i izlaganje neopioidnim analgeticima,antipireticima,antireumaticima
  - X60.0 Namjerno samootrovanje i izlaganje neopioidnim analgeticima, antipireticima i antireumaticia

- X61 Namjerno samootrovanje i izlaganje antiepilepticima, sedativima-hipnoticima, antiparkinsonicima i psihotropnim lijekovima, nesvrstanim drugamo
  - X61.0 Namjerno samootrovanje i izlaganje antiepilepticima, sedativima-hipnosticima, antiparkinsoncima i psihotropnim lijekovima, nesvrstanim drugamo

- X62 Namjerno samootrovanje i izlaganje narkoticima i psihodislepticima (halucinogenima), nesvrstanim drugamo
  - X62.0 Namjerno samootrovanje i izlaganje narkoticima i psihodislepticima (halucinogenima), nesvrstanim drugamo

- X63 Namjerno samootrovanje i izlaganje drugim lijekovima koji djeluju na autonomni živčani sustav
  - X63.0 Namjerno samootrovanje i izlaganje drugim lijekovima koji djeluju na autonomni živčani sustav

- X64 Namjerno samootrovanje i izlaganje drugim i nespecificiranim lijekovima, ljekovitim i biološkim tvarima
  - X64.0 Namjerno samootrovanje i izlaganje drugim i nespecificiranim lijekovima, ljekovitim i biološkim tvarima

- X65 Namjerno samootrovanje i izlaganje alkoholu
  - X65.0 Namjerno samootrovanje i izlaganje alkoholu

- X66 Namjerno samootrovanje i izlaganje organskim otapalima i halogeniranim ugljikovodicima i njihovim parama
  - X66.0 Namjerno samootrovanje i izlaganje organskim otapalima i halogeniranim ugljikovodicima i njihovim parama

- X67 Namjerno samootrovanje i izlaganje drugim plinovima i parama
  - X67.0 Namjerno samootrovanje i izlaganje drugim plinovima i parama

- X68 Namjerno samootrovanje i izlaganje pesticidima
  - X68.0 Namjerno samootrovanje i izlaganje pesticidima

- X69 Namjerno samootrovanje i izlaganje drugim i nespecificiranim kemikalijama i štetnim tvarima
  - X69.0 Namjerno samootrovanje i izlagnje drugim i nespecificiranim kemikalijama i štetnim tvarima.

- X70 Namjerno samoozljeđivanje vješanjem, davljenjm i ugušenjem
  - X70.0 Namjerno samoozljeđivanje vješanjem, davljenjem i ugušenjem

- X71 Namjerno samoozljeđivanje utapljanjem i potapanjem
  - X71.0 Namjerno samoozljeđivanje utapanjem i potapanjem

- X72 Namjerno samoozljeđivanje hicem iz pištolja
  - X72 Namjerno samoozljeđivanje hicem iz pištolja

- X73 Namjerno samoozljeđivanje hicem iz puške, sačmarice i većeg vatrenog oružja (većeg kalibra)
  - X73.0 Namjerno samoozljeđivanje hicem iz puške, sačmarice i većg vatrenog oružja(većeg kalibra)

- X74 Namjerno samoozljeđivanje hicem iz drugoga i nespecificiranoga vatrenog oružja
  - X74.0 Namjerno samoozljeđivanje hicem iz drugoga i nespecificiranoga vatrenog oružja

- X75 Namjerno samoozljeđivanje eksplozivnim materijalom
  - X75.0 Namjerno samoozljeđivanje eksplozivnim materijalom

- X76 Namjerno samoozljeđivanje dimom, vatrom i plamenom (žeravicom)
  - X76.0 Namjerno samoozljeđivanje dimom, vatrom i plamenom (žeravicom)

- X77 Namjerno samoozljeđivanje parom, vrućim isparinama i vrućim predmetima
  - X77.0 Namjerno samoozljeđivanje parom, vrućim isparinama i vrućim predmetima

- X78 Namjerno samoozljeđivanje oštrim predmetom
  - X78.0 Namjerno samoozljeđivanje oštrim predmetom

- X79 Namjerno samoozljeđivanje tupim predmetom
  - X79.0 Namjerno samoozljeđivanje tupim predmetom
- X80 Namjerno samoozljeđivanje skokom s visokog mjesta (visine)
  - X80.0 Namjerno samoozljeđivanje skokom s visokog mjesta (visine)

- X81 Namjerno samoozljeđivanje skokom pred objekt u pokretu ili lijeganjem pred njega
  - X81.0 Namjerno samoozljeđivanje skokom pred pbjekt u pokretu ili lijeganjem pred njega

- X82 Namjerno samoozljeđivanje razbijanjem motornog vozila
  - X82.0 Namjerno samoozljeđivanje razbijanjem motornog vozila
- X83 Namjerno samoozljeđivanje na drugi specificirani način
  - X83.0 Namjerno samoozljeđivanje na drugi specificirani način

- X84 Namjerno samoozljeđivanje na nespecificiran način
  - X84.0 Namjerno samoozljeđivanje na nespecificiran način

### (X85-Y09) - Napad
- X85 Napad pomoću lijekova, ljekovitih i bioloških tvari
  - X85.0 Napad pomoću lijekova, ljekovitih i bioloških tvari

- X86 Napad korozivnom tvari
  - X86.0 Napad korozivnom tvari

- X87 Napad pesticidima
  - X87.0 Napad pesticidima

- X88 Napad plinovima i isparinama
  - X88.0 Napad plinovima i isparinama

- X89 Napad drugim specificiranim kemikalijama i štetnim tvarima
  - X89.0 Napad drugim specificiranim kemikalijama i štetnim tvarima

- X90 Napad nespecificiranim kemikalijama ili štetnim tvarima
  - X90.0 Napad nespecificiranim kemikalijama ili štetnim tvarima

- X91 Napad vješanjem, davljenjem i gušenjem
  - X91.0 Napad vješanjem, davljenjem i gušenjem

- X92 Napad utapanjem i potapanjem
  - X92.0 Napad utapanjem i potapanjem

- X93 Napad hicem iz pištolja
  - X93.0 Napad hicem iz pištolja

- X94 Napad hicem iz puške, sačmarice i većeg vatrenog oružja (većeg kalibra)
  - X94.0 Napad hicem iz puške, sačmarice i većeg vatrenog oružja (većeg kalibra)

- X95 Napad hicem iz drugog i nespecificiranog vatrenog oružja
  - X95.0 Napad hicem iz drugog i nespecificiranog vatrenog oružja

- X96 Napad eksplozivnim materijalom
  - X96.0 Napad eksplozivnim materialom

- X97 Napad dimom, vatrom i plamenom
  - X97.0 Napad dinom,vatrom i plamenom

- X98 Napad parom, vrućim isparinama i vrućim predmetima
  - X98.0 Napad parom, vrućinom isparinamai vrućim predmetima

- X99 Napad oštrim predmetom
  - X99.0 Napad oštrim predmetom

- Y00 Napad tupim predmetom
  - Y00.0 Napad tupim predmetom

- Y01 Napad guranjem s visine (s visokog mjesta)
  - Y01.0 Napad guranje s visine (s visokog mjesta)

- Y02 Napad guranjem ili postavljenjem žrtve pred objekt u pokretu
  - Y02.0 Napad guranje ili postavljanjem žrtve pred objekt u pokretu

- Y03 Napad razbijanjem motornog vozila
  - Y03.0 Napad razbijanjem motornog vozila

- Y04 Napad tjelesnom silom
  - Y04.0 Napad tjelesnom silom

- Y05 Seksualni napad tjelesnom silom
  - Y05.0 Seksualni napad tjelesnom silom

- Y06 Zanemarivanje i napuštanje
  - Y06.0 Od supruga ili partnera
  - Y06.1 Od roditelja
  - Y06.2 Od poznanika ili prijatelja
  - Y06.8 Od drugih specificiranih osoba
  - Y06.9 Od nespecificirane osobe

- Y07 Drugi sindromi zlostavljanja
  - Y07.0 Od supruga ili partnera
  - Y07.1 Od roditelja
  - Y07.2 Od poznanika ili prijatelja
  - Y07.3 Od službenih vlasti
  - Y07.8 Od drugih specificiranih osoba
  - Y07.9 Od nespecificirane osobe

- Y08 Napad drugim specificiranim načinima
  - Y08.0 Napad drugim specificiranim načinima

- Y09 Napad nespecificiranim načinom
  - Y09.0 Napad nespecificiranim načinom

### (Y10-Y34) - Događaj s neodređenom nakanom
- Y10 Otrovanje i izlaganje neopioidnim analgeticima, antipireticima i antireumaticima, nakana nodređena
  - Y10.0 Otorovanje i izlagnje neopioidnim analgeticima, antipireticima i antireumaticima, nakana neodređena

- Y11 Otrovanje i izlaganje antiepilepticima, sedativima - hipnoticima, antiparkinsonicima i psihotropnim lijekovima, nesvrstanim drugamo, nakana neodređena
  - Y11.0 Otrovanje i izlaganje antiepilepticima, sedativima-hipnoticima, antiparkinsonicima i psihotropnim lijekovima, nesvrstanim drugamo, nakana neodređena

- Y12 Otrovanje i izlaganje narkoticima i psihodislepticima (halucinogenima), nesvrstanim drugamo, nakana neodređena
  - Y12.0 Otorovanje i izlaganje narkoticima i psihodislepticima (halucinogenima), nesvrstanim drugamo, nakana neodređena

- Y13 Otrovanje i izlaganje drugim lijekovima koji djeluju na autonomni živčani sustav, nakana neodređena
  - Y13.0 Otrovanje i izlaganje drugim lijekovima koji djeluju na autonomni živčani sustav, nakana neodređena

- Y14 Otrovanje i izlaganje drugim i nespecificiranim lijekovima, ljekovitim i biološkim tvarima, nakana neodređena
  - Y14.0 Otrovanje i izlaganje drugim i nespecificiranim liekovima, ljekovitim i biološkim tarima, nakana neodređena

- Y15 Otrovanje i izlaganje alkoholu, nakana neodređena
  - Y15.0 Otrovanje i izlaganje alkoholu, nakana neodređena

- Y16 Otrovanje i izlaganje organskim otapalima i halogeniranim ugljikovodicima i njihovim parama, nakana neodređena
  - Y16.0 Otrovanje i izlaganje organskim otapalima i halogeniranim ugljikovodicima i njihovim parama, nakana neodređena

- Y17 Otrovanje i izlaganje drugim plinovima i parama, nakana neodređena
  - Y17.0 Otrovanje i izlaganje drugim plinovima i parama, nakana neodređena

- Y18 Otrovanje i izlaganje pesticidima, nakana neodređena
  - Y18.0 Otrovanje i izlaganje pesticidima, nakana neodređena

- Y19 Otrovanje i izlaganje drugim nespecificiranim kemikalijama i štetnim tvarima, nakana neodređena
  - Y19.0 Otrovanje i izlaganje drugim nespecificiranim kemikalijama i štetnim tvarima,nakana neodređena

- Y20 Vješanje, davljenje i gušenje, nakana neodređena
  - Y20.0 Vješanje, davljenje i gušenje, nakana neodređena

- Y21 Utapanje i potapanje, nakana neodređena
  - Y21.0 Utapanje i potapanje, nakana neodređena

- Y22 Pucnjava iz pištolja, nakana neodređena
  - Y22.0 Pucnjava iz pištolja, nakana neodređena

- Y23 Pucnjava iz puške, sačmarice i većega vatrenog oružja (većeg kalibra), nakana neodređena
  - Y23.0 Pucnjava iz puške, sačmarice i većega vatrenog oružja (većeg kalibra)

- Y24 Pucnjava iz drugoga nespecificiranoga vatrenog oružja, nakana neodređena
  - Y24.0 Pucnjava iz drugoga nespecificiranoga vatrenog oružja, nakana neodređena

- Y25 Doticaj s eksplozivnim materijalom, nakana neodređena
  - Y25.0 Doticaj s eksplozivnim materijalom, nakana neodređena

- Y26 Izloženost dimu, vatri i plamenu (žeravici), nakana neodređena
  - Y26.0 Izloženost dimu, vatri i plamenu (žeravici), nakana neodređena

- Y27 Doticaj s parom, vrućim isparinama i vrućim predmetima, nakana neodređena
  - Y27.0 Doticaj s parom, vrućim isparinaa i vrućim predmetima, nakana neodređena

- Y28 Doticaj s oštrim predmetom, nakana neodređena
  - Y28.0 Doticaj s oštrim predmetom, nakana neodređena

- Y29 Doticaj s tupim predmetom, nakana neodređena
  - Y29.0 Doticaj s tupim predmetom, nakana neodređena

- Y30 Pad, skok ili guranje s visine, nakana neodređena
  - Y30.0 Pad, sok ili guranje s visine, nakana neodređena

- Y31 Pad, ležanje ili trčanje ispred objekta ili prema objektu u pokretu, nakana neodređena
  - Y31.0 Pad, ležanje ili trčanje ispred objekta ili prema objektu u pokretu, nakana neodređena

- Y32 Razbijanje motornog vozila, nakana neodređena
  - Y32.0 Razbijanje motornog vozila, nakana neodređena

- Y33 Drugi specificirani događaji, nakana neodređena
  - Y33.0 Drugi specificirani događaji, nakana neodređena

- Y34 Nespecificiran događaj, nakana neodređena
  - Y34.0 Nespecificiran događaj, nakana neodređena

### (Y35-Y36) - Zakonske intervencije i ratno stanje
- Y35 Zakonske intervencije
  - Y35.0 Zakonske intervencije koje uključuju pucanj iz vatrenog oružja
  - Y35.1 Zakonska intervencija koja uključuje eksplozive
  - Y35.2 Zakonske intervencije koje uključuju plin
  - Y35.3 Zakonske intervencije koje uključuju tupe predmete
  - Y35.4 Zakonska intervencija koja uključuje oštre predmete
  - Y35.5 Zakonska (legalna) egzekucija (smrtna kazna)
  - Y35.6 Zakonska intervencija koja uključuje druge specificirane načine
  - Y35.7 Zakonska intervencija, način nespecificiran

- Y36 Ratne operacije
  - Y36.0 Ratne operacije koje uključuju eksploziju pomorskih oružja
  - Y36.1 Ratne operacije koje uključuju razaranje letjelice
  - Y36.2 Ratne operacije koje uključuju ostale eksplozije i krhotine
  - Y36.3 Ratne operacije koje uključuju vatre, požare i zapaljive tvari
  - Y36.4 Ratne operacije koje uključuju vatreno oružje i druge oblike konvencionalnog ratovanja
  - Y36.5 Ratne operacije koje uključuju nuklearno oružje
  - Y36.6 Ratne operacije koje uključuju biološko oružje
  - Y36.7 Ratne operacije koje uključuju kemijsko oružje i druge oblike nekonvencionalnog ratovanja
  - Y36.8 Ratne operacije nakon obustave neprijateljstava
  - Y36.9 Ratne operacije, nespecificirane

### (Y40-Y84) - Komplikacije medicinske i kirurške skrbi
- Y40 Sistemni antibiotici
  - Y40.0 Penicilini
  - Y40.1 Cefalosporini i drugi beta-laktamski antibiotici
  - Y40.2 Kloramfenikoli
  - Y40.3 Makrolidi
  - Y40.4 Tetraciklini
  - Y40.5 Aminoglikozidi
  - Y40.6 Rifamicini
  - Y40.7 Antifungični antibiotici, primijenjeni sistemno
  - Y40.8 Drugi sistemni antibiotici
  - Y40.9 Sistemni antibiotik, nespecificiran

- Y41 Drugi sistemni lijekovi protiv infekcija i nametnika
  - Y41.0 Sulfonamidi
  - Y41.1 Lijekovi protiv mikobakterija
  - Y41.2 Antimalarici i lijekovi koji djeluju na druge krvne protozoe
  - Y41.3 Drugi lijekovi protiv protozoa
  - Y41.4 Anthelmintici (lijekovi protiv crijevnih parazita)
  - Y41.5 Antivirusni lijekovi
  - Y41.8 Drugi specificirani sistemni lijekovi protiv infekcije i nametnika
  - Y41.9 Sistemni lijek protiv infekcije i nametnika, nespecificiran

- Y42 Hormoni i njihovi sintetski analozi i antagonisti, nesvrstani drugamo
  - Y42.0 Glukokortikoidi i srodni sintetski lijekovi
  - Y42.1 Hormoni štitnjače i srodni lijekovi
  - Y42.2 Antitireoidni lijekovi
  - Y42.3 Inzulin i oralni hipoglikemični (antidijabetični) lijekovi
  - Y42.4 Oralni kontraceptivi
  - Y42.5 Drugi estrogeni i gestageni
  - Y42.6 Antigonadotropini, antiestrogeni, antiandrogeni, koji nisu razvrstani na drugom mjestu
  - Y42.7 Androgeni i srodni anabolici
  - Y42.8 Ostali i nespecificirani hormoni i njihovi sintetski analozi
  - Y42.9 Drugi i nespecificirani antagonisti hormona

- Y43 Primarno sistemni lijekovi
  - Y43.0 Antialergijski i antiemetični lijekovi
  - Y43.1 Antineoplastični antimetaboliti
  - Y43.2 Antineoplastični prirodni produkti
  - Y43.3 Drugi antineoplastični lijekovi
  - Y43.4 Imunosupresivna sredstva
  - Y43.5 Sredstva za acidifikaciju i alkalinizaciju
  - Y43.6 Enzimi koji nisu svrstani drugamo
  - Y43.8 Druga primarno sistemna sredstva koja nisu svrstana drugamo
  - Y43.9 Primarno sistemno sredstvo, nespecificirano

- Y44 Lijekovi koji primarno djeluju na krvne sastojke
  - Y44.0 Pripravci željeza i drugi lijekovi za liječenje hipokromne anemije (anemije zbog nedostatka željeza)
  - Y44.1 Vitamin B 12, folna kiselina i drugi lijekovi za liječenje megaloblastične anemije
  - Y44.2 Antikoagulansi (sredstva protiv zgrušavanja krvi)
  - Y44.3 Antagonisti antikoagulansa, vitamin K i drugi koagulansi
  - Y44.4 Inhibitori agregacije trombocita
  - Y44.5 Trombolitični lijekovi
  - Y44.6 Prirodna krv i krvni pripravci
  - Y44.7 Nadomjesci plazme
  - Y44.9 Drugi i nespecificirani lijekovi koji djeluju na krvne sastojke

- Y45 Analgetici, antipiretici i antiinflamatorni lijekovi
  - Y45.0 Opioidi i srodni analgetici
  - Y45.1 Salicilati
  - Y45.2 Derivati propionske kiseline
  - Y45.3 Drugi nesteroidni antiinflamatorni lijekovi (NSAID)
  - Y45.4 Antireumatici
  - Y45.5 Derivati 4-aminofenola
  - Y45.8 Drugi analgetici i antipiretici
  - Y45.9 Analgetik, antipiretik i antiinflamatorni lijek, nespecificiran

- Y46 Antiepileptici i antiparkinsonici
  - Y46.0 Sukcinimidi
  - Y46.1 Oksazolidindioni
  - Y46.2 Derivati hidantoina
  - Y46.3 Deoksibarbiturati
  - Y46.4 Iminostilbeni
  - Y46.5 Valproična kiselina
  - Y46.6 Drugi i nespecificirani antiepileptici
  - Y46.7 Antiparkinsonici
  - Y46.8 Antispastični lijekovi

- Y47 Sedativi, hipnotici i anksiolitici
  - Y47.0 Barbiturati koji nisu svrstani drugamo
  - Y47.1 Benzodiazepini
  - Y47.2 Derivati klorala
  - Y47.3 Paraldehidi
  - Y47.4 Spojevi broma
  - Y47.5 Mješoviti sedativi i hipnotici koji nisu svrstani drugamo
  - Y47.8 Drugi sedativi, hipnotici i anksiolitici
  - Y47.9 Sedativ, hipnotik i anksiolitik, nespecificiran

- Y48 Anestetici i terapijski plinovi
  - Y48.0 Inhalacijski anestetici
  - Y48.1 Parenteralni anestetici
  - Y48.2 Drugi i nespecificirani opći anestetici
  - Y48.3 Lokalni anestetici
  - Y48.4 Anestetik, nespecificiran
  - Y48.5 Terapijski plinovi

- Y49 Psihotropni lijekovi, nesvrstani drugamo
  - Y49.0 Triciklični i tetraciklični antidepresivi
  - Y49.1 Antidepresivi iz skupine inhibitora monoamino-oksidaze
  - Y49.2 Drugi i nespecificirani antidepresivi
  - Y49.3 Fenotijazinski antipsihotici i neuroleptici
  - Y49.4 Butirofenonski i tioksantenski neuroleptici
  - Y49.5 Drugi antipsihotici i neuroleptici
  - Y49.6 Halucinogeni (Psihodisleptici)
  - Y49.7 Psihostimulansi sa sposobnošću uzrokovanja ovisnosti
  - Y49.8 Drugi psihotropni lijekovi, koji nisu svrstani drugamo
  - Y49.9 Psihotropni lijek, nespecificiran

- Y50 Stimulatori središnjeg živčanog sustava, nesvrstani drugamo
  - Y50.0 Analaptici
  - Y50.1 Antagonisti opioidnih receptora
  - Y50.2 Metilksantini, koji nisu svrstani drugamo
  - Y50.8 Drugi stimulatori središnjeg živčanog sustava
  - Y50.9 Stimulator središnjega živčanog sustava, nespecificiran

- Y51 Lijekovi koji primarno djeluju na autonomni živčani sustav
  - Y51.0 Antikolinesterazni agensi
  - Y51.1 Drugi parasimpatomimetici (kolinergici)
  - Y51.2 Ganglioblokatori koji nisu svrstani drugamo
  - Y51.3 Drugi parasimpatikolitici (antikolinergici i antimuskarinske tvari) i spazmolitici koji nisu svrstani drugamo
  - Y51.4 Ekscitatori alfa-adrenergičnih receptora koji nisu svrstani drugamo
  - Y51.5 Ekscitatori beta-adrenergičnih receptora koji nisu svrstani drugamo
  - Y51.6 Blokatori alfa-adrenergičnih receptora koji nisu svrstani drugamo
  - Y51.7 Blokatori beta-adrenergičnih receptora koji nisu svrstani drugamo
  - Y51.8 Lijekovi centralnog djelovanja i blokatori adrenergičnih neurona koji nisu svrstani drugamo
  - Y51.9 Drugi i nespecificirani lijekovi koji primarno djeluju na autonomni živčani sustav

- Y52 Lijekovi koji primarno djeluju na kardiovaskularni sustav
  - Y52.0 Kardiotonični glikozidi i drugi lijekovi slična djelovanja
  - Y52.1 Antagonisti kalcija
  - Y52.2 Drugi antiaritmici koji nisu svrstani drugamo
  - Y52.3 Koronarni vazodilatatori koji nisu svrstani drugamo
  - Y52.4 Inhibitori angiotenzin-konvertaze
  - Y52.5 Drugi antihipertenzivni lijekovi koji nisu svrstani drugamo
  - Y52.6 Antihiperlipemični i antiaterosklerotični lijekovi
  - Y52.7 Periferni vazodilatatori
  - Y52.8 Antivarikozni lijekovi, uključujući sklerozirajuće tvari
  - Y52.9 Drugi i nespecificirani lijekovi koji primarno djeluju na kardiovaskularni sustav

- Y53 Lijekovi koji primarno djeluju na probavni sustav
  - Y53.0 Blokatori H2-receptora
  - Y53.1 Drugi antacidi i antiulkusna sredstva
  - Y53.2 Kemijski laksativi
  - Y53.3 Salinični i osmotski laksativi
  - Y53.4 Drugi laksativi
  - Y53.5 Digestivi
  - Y53.6 Antidijaroici
  - Y53.7 Emetici
  - Y53.8 Drugi lijekovi koji primarno djeluju na probavni sustav
  - Y53.9 Lijek koji primarno djeluje na probavni sustav, nespecificiran

- Y54 Lijekovi koji djeluju na ravnotežu tjelesnih tekućina i metabolizam minerala i mokraćne kiseline
  - Y54.0 Mineralokortikoidi
  - Y54.1 Antagonisti mineralokortikoida (antagonisti aldosterona)
  - Y54.2 Inhibitori karboanhidraze
  - Y54.3 Derivati benzotiadiazina
  - Y54.4 Diuretici koji djeluju na ulazni krak Henleove petlje
  - Y54.5 Drugi diuretici
  - Y54.6 Lijekovi za nadoknadu tjelesnih tekućina, elektrolita i kalorija
  - Y54.7 Lijekovi koji djeluju na kalcifikaciju
  - Y54.8 Lijekovi koji djeluju na metabolizam mokraćne (urične) kiseline
  - Y54.9 Mineralne soli koje nisu svrstane drugamo

- Y55 Lijekovi koji primarno djeluju na glatko i skeletno mišićje i dišni sustav
  - Y55.0 Oksitocična sredstva
  - Y55.1 Relaksatori skeletnog mišićja (blokatori neuromuskularne veze)
  - Y55.2 Drugi i nespecificirani lijekovi koji primarno djeluju na mišićje
  - Y55.3 Antitustici
  - Y55.4 Ekspektoransi
  - Y55.5 Lijekovi protiv obične prehlade
  - Y55.6 Antiastmatici koji nisu svrstani drugamo
  - Y55.7 Drugi i nespecificirani lijekovi koji primarno djeluju na dišni sustav

- Y56 Lijekovi za lokalnu primjenu koji primarno djeluju na kožu i sluznice te oftalmološki, otorinolaringološki i stomatološki lijekovi
  - Y56.0 Lokalni antifungični, antiinfektivni i antiinflamatorni lijekovi, koji nisu svrstani drugamo
  - Y56.1 Antipruriginozna sredstva
  - Y56.2 Lokalni adstringensi i lokalni detergensi
  - Y56.3 Emolijencije, demulcencije i zaštitna sredstva
  - Y56.4 Keratolitici, keratoplastici i drugi lijekovi i pripravci za kosu
  - Y56.5 Oftalmološki lijekovi i pripravci
  - Y56.6 Otorinolaringološki lijekovi i pripravci
  - Y56.7 Stomatološki lijekovi, primijenjeni lokalno
  - Y56.8 Druga lokalna sredstva
  - Y56.9 Lokalno sredstvo, nespecificirano

- Y57 Drugi i nespecificirani lijekovi i ljekoviti pripravci
  - Y57.0 Lijekovi za suzbijanje teka (anorektici)
  - Y57.1 Lipotropni lijekovi
  - Y57.2 Antidoti i druga helatogena sredstva koja nisu svrstana drugamo
  - Y57.3 Sredstva za odvikavanje od alkohola
  - Y57.4 Farmaceutski ekscipiensi (podloge)
  - Y57.5 Rendgenska kontrastna sredstva
  - Y57.6 Druga dijagnostička sredstva
  - Y57.7 Vitamini koji nisu svrstani drugamo
  - Y57.8 Drugi lijekovi i ljekoviti pripravci
  - Y57.9 Lijek ili ljekoviti pripravak, nespecificiran

- Y58 Bakterijska cjepiva
  - Y58.0 Cjepivo protiv tuberkuloze
  - Y58.1 Cjepivo protiv tifusa i paratifusa
  - Y58.2 Cjepivo protiv kolere
  - Y58.3 Cjepivo protiv kuge
  - Y58.4 Cjepivo protiv tetanusa
  - Y58.5 Cjepivo protiv difterije
  - Y58.6 Cjepivo protiv pertusisa, uključujući kombinacije s pertusisnom komponentom
  - Y58.8 Miješano bakterijsko cjepivo, osim kombinacija s pertusisnom komponentom
  - Y58.9 Druga i nespecificirana bakterijska cjepiva

- Y59 Druga i nespecificirana cjepiva i biološke tvari
  - Y59.0 Cjepiva protiv virusa
  - Y59.1 Cjepiva protiv rikecija
  - Y59.2 Cjepiva protiv protozoa
  - Y59.3 Imunoglobulin
  - Y59.8 Druga specificirana cjepiva i biološke tvari
  - Y59.9 Cjepivo ili biološka tvar, nespecificirana

- Y60 Nenamjeski rez, ubod, perforacija ili krvarenje u tijeku kirurškog i medicinskog zbrinjavanja
  - Y60.0 U tijeku kirurške operacije
  - Y60.1 U tijeku infuzije ili transfuzije
  - Y60.2 U tijeku bubrežne dijalize ili druge perfuzije
  - Y60.3 U tijeku davanja injekcije ili imunizacije
  - Y60.4 U tijeku endoskopske pretrage
  - Y60.5 U tijeku kateterizacije srca
  - Y60.6 U tijeku aspiracije, punkcije i druge kateterizacije
  - Y60.7 U tijeku davanja klistira
  - Y60.8 U tijeku drugoga kirurškog i medicinskog zbrinjavanja
  - Y60.9 U tijeku nespecificiranog kirurškog i medicinskog zbrinjavanja

- Y61 Strani predmet slučajno ostavljen u tijelu u tijeku kirurškog i medicinskog zbrinjavanja
  - Y61.0 U tijeku kirurške operacije
  - Y61.1 U tijeku infuzije ili transfuzije
  - Y61.2 U tijeku bubrežne dijalize ili druge perfuzije
  - Y61.3 U tijeku davanja injekcije ili imunizacije
  - Y61.4 U tijeku endoskopske pretrage
  - Y61.5 U tijeku kateterizacije srca
  - Y61.6 U tijeku aspiracije, punkcije i druge kateterizacije
  - Y61.7 U tijeku odstranjivanja katetera ili zavoja
  - Y61.8 U tijeku drugog kirurškog i medicinskog zbrinjavanja
  - Y61.9 U tijeku nespecificiranog kirurškog i medicinskog zbrinjavanja

- Y62 Pogreška u provođenju mjera sterilnosti u tijeku kirurškog i medicinskog zbrinjavanja
  - Y62.0 U tijeku kirurške operacije
  - Y62.1 U tijeku infuzije ili transfuzije
  - Y62.2 U tijeku bubrežne dijalize ili druge perfuzije
  - Y62.3 U tijeku davanja injekcije ili imunizacije
  - Y62.4 U tijeku endoskopske pretrage
  - Y62.5 U tijeku kateterizacije srca
  - Y62.6 U tijeku aspiracije, punkcije i druge kateterizacije
  - Y62.8 U tijeku drugoga kirurškog i medicinskog zbrinjavanja
  - Y62.9 U tijeku nespecificiranog kirurškog i medicinskog zbrinjavanja

- Y63 Pogreška u doziranju u tijeku kirurškog i medicinskog zbrinjavanja
  - Y63.0 Prekomjerna količina krvi ili druge tekućine primljena u tijeku transfuzije ili infuzije
  - Y63.1 Pogrešno razrjeđenje tekućine upotrijebljene u tijeku infuzije
  - Y63.2 Prekomjerna doza zračenja primljena u tijeku terapije
  - Y63.3 Nesmotreno izlaganje bolesnika zračenju u tijeku medicinskog zbrinjavanja
  - Y63.4 Pogreška u doziranju kod elektrošoka ili inzulinske šokterapije
  - Y63.5 Neodgovarajuća temperatura pri lokalnoj primjeni i zavoju
  - Y63.6 Nedavanje prijeko potrebnog lijeka, ljekovitog pripravka ili biološke supstancije
  - Y63.8 Pogreška u doziranju u tijeku drugoga kirurškog i medicinskog zbrinjavanja
  - Y63.9 Pogreška u doziranju u tijeku nespecificiranog kirurškog i medicinskog zbrinjavanja

- Y64 Onečišćene medicinske ili biološke tvari
  - Y64.0 Onečišćena medicinska ili biološka tvar primijenjena u transfuziji ili infuziji
  - Y64.1 Onečišćena medicinska ili biološka tvar primijenjena u injekciji ili za imunizaciju
  - Y64.8 Onečišćena medicinska ili biološka tvar primijenjena na drugi način
  - Y64.9 Onečišćena medicinska ili biološka tvar primijenjena na nespecificirani način

- Y65 Druge nezgode u tijeku kirurškog i medicinskog zbrinjavanja
  - Y65.0 Neodgovarajuća krv upotrijebljena u transfuziji
  - Y65.1 Pogrešna tekućina upotrijebljena u infuziji
  - Y65.2 Pogreška u šavovima ili ligaturi u tijeku kirurške operacije
  - Y65.3 Pogrešno smješten endotrahealni tubus u tijeku anestezijskog postupka
  - Y65.4 Pogreška u uvođenju ili odstranjivanju drugog tubusa ili instrumenta
  - Y65.5 Izvođenje neodgovarajuće operacije
  - Y65.9 Druge specificirane nezgode u tijeku kirurškog i medicinskog zbrinjavanja

- Y66 Neprimjenjivanje kirurškog i medicinskog zbrinjavanja
  - Y66.0 Neprimjenjivanje kiruruškog i medicinskog zbrinjavanja

- Y69 Nespecificirana nezgoda u tijeku kirurškog i medicinskog zbrinjavanja
  - Y69.0 Nespecificirana nezgoda u tijeku kirurškog i medicinskog zbrinjavanja

- Y70 Anesteziološka sredstva povezana s nepovoljnim događajem
  - Y70.0 Anesteziološka sredstva povezana s nepovoljnim događajem

- Y71 Kardiovaskularna sredstva povezana s nepovoljnim događajem
  - Y71.0 Kardioaskularna sredstva povezana s nepovoljnim događajem

- Y72 Otorinolaringološka sredstva povezana s nepovoljnim događajem
  - Y72.0 Otorinolaringološka sredstva povezana s nepovoljnim događajem

- Y73 Gastroenterološka i urološka sredstva povezana s nepovoljnim događajem
  - Y73.0 Gastroenterološka i urološka sredstva povezana s nepovoljnim događajem

- Y74 Opća bolnička i sredstva za osobnu uporabu povezana s nepovoljnim događajem
  - Y74.0 Opća bolnička i sredstva za osobnu upotrebu povezana s nepovoljnim događajem

- Y75 Neurološka sredstva povezana s nepovoljnim događajem
  - Y75.0 Neurološka sredstva povezana s nepovoljnim događajem

- Y76 Porodnička i ginekološka sredstva povezana s nepovoljnim događajem
  - Y76.0 Porodnička i genikološka sredstva povezana s nepovoljnim događajem

- Y77 Oftalmološka sredstva povezana s nepovoljnim događajem
  - Y77.0 Oftalmološka sredstva povezana s nepovoljnim događajem

- Y78 Radiološka sredstva povezana s nepovoljnim događajem
  - Y78.0 Radiološka sredstva povezana s nepovoljnim događajem

- Y79 Ortopedska sredstva povezana s nepovoljnim događajem
  - Y79.0 Ortopedska sredstva povezana s nepovoljnim događajem

- Y80 Fizikalnomedicinska sredstva povezana s nepovoljnim događajem
  - Y80.0 Fizikalnomedicinska sredstva povezana s nepovoljnim događajem

- Y81 Sredstva opće i plastične kirurgije povezana s nepovoljnim događajem
  - Y81.0 Sredstva opće i plastične kirurugije povezana s nepovoljnim događajem

- Y82 Druga i nespecificirana medicinska sredstva povezana s nepovoljnim događajem
  - Y82.0 Druga i nespecificirana medicinska sredstva povezana s nepovoljnim događajem

- Y83 Kirurška operacija i drugi kirurški postupak kao uzrok bolesnikove abnormalne reakcije, ili kasnije komplikacije, bez napomene o nezgodi u tijeku postupka
  - Y83.0 Kirurška operacija s transplantacijom čitavog organa
  - Y83.1 Kirurška operacija s implantacijom umjetnoga unutrašnjeg sredstva
  - Y83.2 Kirurška operacija s anastomozom, premoštenjem (bypass) ili presatkom
  - Y83.3 Kirurška operacija s oblikovanjem vanjske stome
  - Y83.4 Drugi rekonstruktivni kirurški zahvati
  - Y83.5 Amputacija uda (udova)
  - Y83.6 Odstranjivanje drugog organa (djelomično) (potpuno)
  - Y83.8 Drugi kirurški postupci
  - Y83.9 Kirurški postupak, nespecificiran

- Y84 Drugi medicinski postupci kao uzrok bolesnikove abnormalne reakcije, ili kasnije komplikacije, bez napomene o nezgodi u tijeku postupka
  - Y84.0 Kateterizacija srca
  - Y84.1 Bubrežna dijaliza
  - Y84.2 Radiološki postupci i radioterapija
  - Y84.3 Terapija šoka
  - Y84.4 Aspiracija tekućine
  - Y84.5 Uvođenje želučane ili duodenalne sonde
  - Y84.6 Kateterizacija mokraćovoda
  - Y84.7 Uzimanje uzorka krvi
  - Y84.8 Drugi medicinski postupci
  - Y84.9 Medicinski postupak, nespecificiran

### (Y85-Y89) - Posljedice vanjskih uzroka
- Y85 Posljedice nezgode pri prijevozu
  - Y85.0 Posljedice nezgode uzrokovane motornim vozilom
  - Y85.9 Posljedice ostalih i nespecificiranih nezgoda pri prijevozu

- Y86 Posljedice drugih nezgoda
  - Y86.0 Posljedice drugih nezgoda

- Y87 Posljedice namjernog samoozljeđivanja, napadaja i događaja nespecificirane nakane
  - Y87.0 Posljedice namjernog samoozljeđivanja
  - Y87.1 Posljedice napadaja
  - Y87.2 Posljedice događaja neodređene nakane

- Y88 Posljedice kirurškog ili medicinskog zbrinjavanja kao vanjskog uzroka
  - Y88.0 Posljedice štetna djelovanja lijekova, ljekovitog pripravka i bioloških supstancija u terapijskoj uporabi
  - Y88.1 Posljedice nezgoda za bolesnika u tijeku kirurških i medicinskih postupaka
  - Y88.2 Posljedice štetnih događaja povezanih s medicinskim sredstvima u dijagnostičkoj ili terapijskoj uporabi
  - Y88.3 Posljedice kirurških i medicinskih postupaka kao uzroka bolesnikove nenormalne reakcije, ili kasnije komplikacije, bez napomene o nezgodi u tijeku postupka

- Y89 Posljedice ostalih vanjskih uzroka
  - Y89.0 Posljedice legalnih intervencija
  - Y89.1 Posljedice ratnih operacija
  - Y89.9 Posljedice nespecificirana vanjskog uzroka

### (Y90-Y98) - Ostali čimbenici i stanja s vanjskim uzrokom
- Y90 Dokaz o prisutosti alkohola određen razinom alkohola u krvi
  - Y90.0 Razina alkihola u krvi manja od 20 mg/100 ml.
  - Y90.1 Razina alkohola u krvi od 20 do 39 mg/100 ml.
  - Y90.2 Razina alkohola u krvi od 40 do 59 mg/100 ml.
  - Y90.3 Razina alkohola u krvi od 60 do 79 mg/100 ml.
  - Y90.4 Razina alkohola u krvi od 80 do 99 mg/100 ml.
  - Y90.5 Razina alkohola u krvi od 100 do 119 mg/100 ml.
  - Y90.6 Razina alkohola u krvi od 120 do 199 mg/100 ml.
  - Y90.7 Razina alkohola u krvi od 2OO do 239 mg/100 ml.
  - Y90.8 Razina alkohola u krvi od 240 mg/100 ml i više
  - Y90.9 Prisutnog alkohola u krvi, razina nespecificirana

- Y91 Dokaz o prisutnosti alkohola određen stupnjem intoksikacije
  - Y91.0 Blaga alkoholna intoksikacija
  - Y91.1 Umjerena alkoholna intoksikacija
  - Y91.2 Teška alkoholna intoksikacija
  - Y91.3 Vrlo teška alkoholna intoksikacija
  - Y91.9 Prisutnost alkohola koja nije drukčije specificirana

- Y95 Intrahospitalna stanja
  - Y95.0 Intrahospitalna stanja

- Y96 Stanja povezana s radom
  - Y96.0 Stanja povezana s radom

- Y97 Stanja povezana s onečišćenjem okoliša
  - Y97.0 Stanja povezana s onečišćenjem okoliša

- Y98 Stanja povezana s načinom života
  - Y98.0 Stanja povezana s načinom života

## Vanjske poveznice
- MKB-10 V01-Y98 2007. - WHO[neaktivna poveznica]